# 太陽にほえろ!
『太陽にほえろ!』（たいようにほえろ）は、1972年7月21日から1986年11月14日まで、日本テレビ系列で金曜日20時から1時間（54〜56分）枠で放送された刑事ドラマ。全718回放送された。
警視庁七曲警察署捜査第一課捜査第一係の藤堂係長（石原裕次郎）を中心に、ニックネームで呼び合う個性豊かな刑事たちの活躍を描く。1972年のスタートから15年近くに亘って放送が続けられた長寿番組であり、日本の刑事ドラマの金字塔とも称される。
番組終了後の翌々週からは、藤堂が七曲署から本庁（警視庁）に栄転して1年後（1987年11月）の七曲署を描いた続編『太陽にほえろ!PART2』が放送された。

## 概要
当初の構想ではマカロニ刑事こと早見淳を主人公とし、「青春アクションドラマ」と銘打って彼の成長物語として展開していく予定であった。しかし、早見役の萩原健一が降板を熱望し「劇中で死にたい」という本人の申し出を製作側が受け入れたことで、早見は通り魔強盗に刺し殺されるという形で姿を消す。ところが、主人公の降板という事態にもかかわらず、番組を終了させることはなく、当時新人の松田優作を萩原の後任に起用し、さらなる成功を収めた。これに端を発し、新人や無名俳優を主役扱いで出演させて人間的に成長する姿を追い、やがて彼らが「殉職」することで番組を降板していくというパターンを定着させ、勝野洋、山下真司、渡辺徹などのスターを生み出した。やがて、番組の路線が安定してくると沖雅也、神田正輝、三田村邦彦、世良公則など芸能界で実績のある人物を起用した。
もう1つ本作の特徴として挙げられるのは、所轄署の捜査一係に勤務する刑事の一人一人にフルネームと性格設定を与え、それぞれの人間像を浮彫りにした点がある。そうした中、露口茂、竜雷太、下川辰平、小野寺昭らベテランおよび中堅のメンバーにも主演作が用意されるようになり、新米刑事の成長物語に群像劇としての要素が加えられた。
また本作では大方の犯人が走って逃げるため、刑事も追走することが多い「走る」刑事ドラマとしても有名だが、これは最初の中心監督メンバーとなった竹林進が、人間の最も美しい姿は一生懸命走る姿である、という考えの持ち主だったことによる。
15年近くに亘って放送されることになった本作だが、主演の裕次郎は1981年4月に入院、1986年5月にも再入院し、再入院時は任務代行者として渡哲也が配された。のちに裕次郎から「健康な状態での復帰が望めない」として降板の申し出があり、番組の円満終了が確定。裕次郎は最終回に復帰し、番組のテーマともいえる「生命の尊さ」を訴え、作品を通しての主役として物語をしめくくった。
なお、刑事の死は一括して「殉職」と扱われているが、死亡した歴代刑事の中で早見と滝、島の場合は正確には「殉職」ではない。

## 登場人物
人物名、（）に読みとニックネーム、出演者の順に表記。
「●」は殉職した刑事、「▲」は病死した刑事、「■」は交通事故死した刑事、「※」はその他の理由で死亡した刑事、無印は最後まで存命した刑事
七曲署捜査第一課捜査第一係の刑事係内には警部・警部補・巡査部長・巡査長・巡査が所属する。捜査一係への着任は、前任者が殉職・異動・退職したことによって生じた欠員補充（後任）によるものと、本庁の定めた配属人数の改定に伴う増員による着任とに分けられる。藤堂が「一係の人員は7人だ」と語る場面（第275話）があるものの、第1話で早見が着任した時点で係員は藤堂を含めて6人であり、番組後期では8人以上所属している。

### 刑事
藤堂俊介（とうどう しゅんすけ / ボス）
演 - 石原裕次郎（1話 - 458話、489話 - 699話、最終話）
東京都出身。1934年生まれ。七曲署の捜査第一係長。階級は警部。学歴は、第34話では東慶大学法学部卒だが、第210話では城南大学バスケットボール部のエースとなっており、設定ブレが見られる。
威厳と包容力を併せ持った理想的な上司。本庁で指揮が執れるほどの実力を持ちながら、捜査に妥協を許さない性格ゆえに、所轄の一係長に留まる。七曲署赴任前は城南署に勤務しており、さらにその前には城北署に勤務していた。また、部下たちが事件に関するグロテスクな話などをしている時は「タバコ買ってきてくれ」などと言って外に出させて話を聴かせないようにするなど、女性職員への気配りも欠かさない。
両親とは既に死別。独身で分譲マンションに一人暮らしをしており、一係の部下を家族のように思っている。以前には婚約者がいたが彼が警察官の道を選んだことで自ら解消したという過去を持つ（第34話)。
シリーズ初期には自ら現場に赴くことも多かったが、中期以降はデスクからの指揮が中心となる。
1981年5月、心臓の手術による入院のため、しばらく捜査の第一線を離れるが、同年クリスマスに復帰する（第489話）。さらに、その5年後の1986年6月にも過労のため再び入院する事となり、長期間一係から離れることに。最終回（第718話）の同年11月では澤村の危機を知り復帰した。
いつから七曲署の捜査第一係長を務めているのかについては言及されていないが、第32話にて、その時点での1年前は「石田（演：佐藤慶）」という人物が七曲署捜査第一係長をしていたことと、藤堂が「石田」の後任者であることが語られている。
一応七曲署の捜査第一係長であるため本来であれば「係長」と呼ばれて当然だが、部下達からは「係長」とは一切呼ばれず「ボス」と呼ばれている。
なお、歴代刑事の中では唯一第1話から最終話まで登場した数少ない刑事である（何度か栄転話が持ち上がるものの、ある事を理由に栄転話を断り続け、そのため七曲署の捜査第一係長を最終話までずっと務め続けた）。
PART2にてとうとう警視庁に栄転し、その後1997年放送のスペシャルである「七曲署捜査一係」にて既に亡くなっていると言う事が判明する（演じた石原裕次郎自身は1987年に亡くなった）。
山村精一（やまむら せいいち / 山さん）●
演 - 露口茂（1話 - 691話）
新潟県出身。1932年生まれ。赴任前は城北署に勤務していた。階級は警部補。殉職による2階級特進により、最終階級は警視。捜査一係では係長代理または主任格のポジションである。
初期は勤務中に賭け麻雀に興じ、時には強引な捜査手法も厭わないアウトロー的なキャラクターだったが、次第に経験と推理力をベースにした沈着冷静なキャラクターへと変化、1974年のテキサス刑事登場頃からで髪形も短髪から長髪に変化、藤堂を補佐する参謀的なポジションにシフトする。
多数の情報屋とつきあいがあり、情報提供の謝礼としてタバコの箱に現金を忍ばせてタバコごと渡していた。
落としの山さんとも呼ばれ、長い人生経験により、相手の心の襞までも読み取る洞察力を持つ。その並外れた推理力、取調べの技術は数多くの難事件を解決に導いた。また一係刑事たちからの信頼も厚く、藤堂の長期不在時には係長代理としてでなく、リーダーとして役目を果たした。ちなみに七曲署の捜査第一係の次期係長の座を密かに狙ってはいたものの、藤堂がある事を理由に栄転話を断り続けたため実現しなかった（もし藤堂が途中で栄転すれば山村自身はその時点で七曲署の捜査第一係長となる所だった）。
父親とは8歳の時に（第109話にて永井久美の口から語られる）、母親とは中学生の時に死別（第166話にて自ら語る）している。
私生活では1976年に妻の高子と死別し（第206話）、高子の遠縁の子である隆を養子として育てていたが、刑事である自らの身上を考慮し、実の父親が海外勤務から帰国したことを機に返すことを決意。同時期に発生した大掛かりな拳銃密輸事件を解決し、千代田署捜査第一係長への栄転が決まった直後の1986年4月、報復に出た暴力団組員に夜道で撃たれながらも力ずくで組員を気絶させ、所持していた拳銃を押収、公衆電話を使って藤堂へ拳銃を押収した事を報告し応援を要請した後、隆へこれから帰ると電話で伝えるもすでに出血がひどく、力尽きて絶命する（第691話）。なお、刑事の殉職は山村で最後となったが、もし山村が殉職しなかったら竹本が歴代殉職刑事の中で最後の殉職刑事となる所だった（山村の殉職後は澤村が最終回で殉職寸前となるが、彼は殉職にまで至らず一命を取り留めた）。
主要人物の中では最多登場回数および最多連続登場を記録している。
野崎太郎（のざき たろう / 長さん）
演 - 下川辰平（1話 - 520話、562話、665話）
富山県出身。1929年生まれ。巡査部長　であり一係でのポジションは部長刑事。警官歴は藤堂よりも長い。交番勤務からのたたき上げ。ニックネーム「長さん」の由来は・巡査部長・部長刑事から。山村同様、一係の主任格。山村との会話は敬語ぬきであるが、ジーパン編までは時折、山村が野崎に敬語を使っている場面がみられる。一応階級は巡査部長であるため本来であれば「部長」と呼ばれて当然だが、誰からも「部長」とは一切呼ばれず「長さん」と呼ばれている。
赴任前は北署に勤務していた。いつから七曲署に居るのかについては言及されていないが、第516話の時点の12年前は北署に居た。
妻と一女一男の4人家族で団地暮らし（うち長女は第248話で結婚独立）。一係メンバーの中では家庭でのエピソードが最も多い。刑事として多忙な身ながら、成長する吾が子と本音でぶつかり合う父親としての姿が度々描かれる。
初期では早見のことで柴田に激昂したり、石塚と同様に赴任当初の滝を「スコッチ野郎」と呼ぶなど棘のある部分があったが、中期以降は、面倒見のいい人柄ゆえの人情味あふれる捜査が身上の温和なキャラへとシフトした。
学生時代はラグビー部に所属していたため、犯人との格闘ではタックルを見舞う場面も多く見られた。
1982年8月、岩城の殉職に際し、彼のような優秀な刑事を一人でも多く育てたいという思いから、以前から話があった警察学校の教官に志願して転任する。
なお、第322話「誤射」や、上述の第516話「白いスーツの女」では、北署勤務時代の野崎の姿が回想シーンとして登場する。
PART2では七曲署捜査一係に刑事（この時も巡査部長）として現場復帰している（詳細はPART2参照）。
石塚誠（いしづか まこと / ゴリさん）●
演 - 竜雷太（1話 - 525話）
長崎県（のちに熊本県に設定変更）出身。1942年生まれ。赴任前は湊署に勤務していた。253話冒頭で警部補昇任試験の勉強をしているシーンから、この時点では階級は巡査部長と推定される。
食欲旺盛で豪快な性格をしている。ゴリさんというあだ名はゴリ押しに由来しているが、新人刑事が赴任するたびにその大柄な体躯や顔つきなどから「ゴリラのゴリ」と誤解されて激昂する場面がある。また、赴任したばかりの西條はしばらく「ゴローさん」と間違えて呼んでいた。
射撃を得意としており、緊迫した状況下におけるライフルでの狙撃もたびたび任される（使う銃はフルサイズの狙撃銃ではなくU.S.M1カービン）。できるだけ人を傷つけたくないという思いから、普段は拳銃に弾丸を装填していないが、早見が殉職したことを機に考え方が変わり、1発だけ装填するようになった。
最初期は島と同じ若手刑事という位置づけだったが、のちに新人刑事の教育係として長らく若手を引っ張るリーダー（中堅格）として活躍。藤堂や山村らベテランと若手刑事のパイプ役も務めるようになる。
1981年にろう者の麻生晴子（演：水沢アキ）と出会い婚約するが、1982年10月、覚せい剤密造事件に絡む暴力団との銃撃戦の直後、覚醒剤中毒者（粟津號）の凶弾に倒れ、病院へ搬送中の救急車内で、藤堂と晴子に看取られながら息を引き取る。なお、歴代刑事の中では唯一藤堂に最期を看取られた刑事である。
島公之（しま きみゆき / 殿下）■
演 - 小野寺昭（1話 - 414話）
宮城県仙台市出身。1945年4月2日生まれ。城東大学卒（第143話）。学生時代の課外活動は「人形劇サークル（128話)」「剣道部（第143話)」。
赴任前は加賀町署に勤務していた。かつての所属先に関しては設定に混乱があり、一部では港北署とされている。島は何度か昇任試験を受験しようとし、石塚と行動を共にすることもあった。
殉職による2階級特進により、最終階級は警部補。
1968年6月1日付で巡査長に昇進したことが作中で言及されている。
甘いマスクの貴公子然とした風貌から、ニックネームは殿下。後輩刑事からは基本的に「島さん」。性格もきわめてソフトで、初期にはその甘さが出てミスをおかすこともあったが、中期に入ると成長し、毅然とした態度をとるようになった。反面、熱くなることも多い。女性によくもて、初期には女性への聞き込みをよく任されたりもしていたが、恋愛に関しては運の悪いエピソードが多い。初期は仕事をさぼってゴルフの練習に興じたりもしていた。
京都在住の妹がいる。
繊細な性格で指先が器用なことから、爆発物の処理や複雑な機械の扱いなどを任されることも多い。
1980年7月、アメリカから帰国する婚約者の三好恵子（演：香野百合子）を車で迎えに行く途中、センターラインをオーバーしてきたトラックを避けようとして崖から転落。車が爆発・炎上して死亡した。なお、歴代刑事の中では唯一交通事故死した刑事であり、しかも自身のみ歴代刑事の中では死亡したと言う事を唯一イメージカットで表現された。ちなみに第1話から登場していた刑事の中で死亡した刑事としては早見に続いて2人目である。
内田伸子（うちだ しんこ / シンコ）
演 - 関根恵子（1話 - 8話、12話 - 16話、19話、21話 - 22話、25話 - 26話、28話、30話 - 33話、38話、40話、42話 - 44話、47話 - 48話、52話 - 53話、60話、63話、65話、68話、72話、74話、76話 - 80話、82話、95話、97話、100話、102話、104話、110話 - 111話）
東京都出身。初登場時は七曲署少年課勤務婦警。警察官としてのキャリアはマカロニより1年先輩。第38話で捜査課勤務となり正式に捜査第一係に配属となった。
中学時代に母を亡くし、父一人娘一人の父子家庭暮らし。父親、内田宗吉（演：ハナ肇）はかつての藤堂の同僚で退職後、小料理屋を営んでおり、勤務がない時はその店の手伝いもする。そのためかおしんこと時折からかわれることもある。また、国際報道カメラマンの尾沢康彦（演：村野武範）とは恋人関係にあったが、第48話で死別している。
1974年8月、柴田と結婚するため退職（しかし柴田は伸子と婚約した直後に殉職してしまう）し、それ以降は一度も登場していない。
早見淳（はやみ じゅん / マカロニ）※
演 - 萩原健一（1話 - 52話）
東京都出身。1948年生まれ。前任地は本富士署とされる。警察官としてのキャリアはシンコの1年後輩にあたる。殉職による2階級特進により、最終階級は警部補。
第1話にて本富士署から七曲署捜査一係に転属される。長髪にノーネクタイ、当時流行の三つ揃いで身を固めた風貌に銃を提げた姿がマカロニ・ウェスタン風と島にからかわれ、そのまま「マカロニ」というあだ名になった。家族は描かれておらず、タバコ屋の二階に下宿している。
警察官としての職務よりも、やむにやまれぬ思いを抱えて犯罪に走ってしまった若者たちに共感してしまうところもあった。やること為すこと全て型破りで、その暴走ぶりは先輩刑事たちの頭を悩ませた。
1973年7月、負傷した石塚の見舞いの帰り道にて立ち小便の直後に小銭狙いの通り魔に刺されて死亡する。なお、歴代殉職刑事の中では1人目の殉職刑事とされているが、正確には殉職ではない（もし自身が本当の殉職となっていれば自身が歴代殉職刑事の中で事実上1人目の殉職刑事となる所だった）。ちなみに第1話から登場していた刑事の中では最初に死亡した刑事である。
柴田純（しばた じゅん / ジーパン）●
演 - 松田優作（53話 - 111話）
東京都出身。1949年生まれ。赴任前は神谷警察署原町派出所に勤務していた。殉職による2階級特進により、最終階級は警部補。
殉職した早見の後任として一係に配属される。なお警察官としてのキャリアはシンコよりも後輩である。空手の有段者。
看護婦の母親と実家で暮らしている。配属当日に無銭飲食で捕まり、留置場から初出勤した。この時の格好からゴリさんに「このジーパン野郎」と呼ばれていたことからそのままあだ名になった。
父親は派出所勤務の制服警官だったが犯人に銃撃され死亡。その際、拳銃を携帯していなかったことが理由で殉職扱いにはならなかった。
それ以来、彼自身も拳銃に対してコンプレックスを抱くようになる。一係配属後も頑なに拳銃携帯を拒否していたが、ある事件の捜査中、傍にいた伸子が銃撃され重傷を負ったことから、遂に拳銃を手にし、モーターボートで逃走を図る犯人目掛け発砲、弾が船体に命中しエンストで阻止できた（第72話「海を撃て!! ジーパン」）。これをきっかけとして、拳銃を携帯する描写が見られるようになる。
その後、殺傷能力が低く、命中精度の高い拳銃を選択し携帯するようになった。
のちに伸子と恋仲になって婚約するが、その矢先の1974年8月、自分が身を挺して守った男に撃たれて殉職。撃たれてから殉職する間際に絶叫するシーンは台本には存在しない松田のアドリブだったという。なお、歴代殉職刑事の中では早見に続いて2人目の殉職刑事とされているが、正確には本当の殉職となった刑事としては1人目である。ちなみに歴代殉職刑事の中では唯一自分が命を助けた人物に撃たれて殉職した刑事である。
三上順（みかみ じゅん / テキサス）●
演 - 勝野洋（112話 - 216話）
熊本県出身。1949年生まれ。赴任前は七曲署警邏課矢追町派出所に勤務していた。殉職による2階級特進により、最終階級は警部補。
殉職した柴田の後任として七曲署捜査一係に配属される。
ニックネームの由来は、犯人をおびき出すため、目立つようにテンガロンハットをかぶった姿がテキサスのカウボーイのように見えたことから。
九州男児らしい一本気な性格で、正義感が強く、拳銃は左利き。柔道四段で、空手を心得た殺し屋や凶悪犯と単身対決することも多かった。また純粋で心優しい一面もあり、その優しさは警察犬など動物相手にも通じるほどだった。
七曲署での功績が認められ本庁に栄転が決まるが、その直後の1976年9月、正義感ゆえの焦りから単身で拳銃密造グループの取引現場に乗り込み、銃撃戦の末に殉職する。なお、歴代殉職刑事の中では最初に犯人と撃ち合いになって殉職した刑事である。
家族は「両親が熊本在住」と放送終了後に発刊された書籍には記載されているが、第179話で父親は生まれてまもなく死亡しており顔も知らないと語っている。一方第157話では「父親の財布を盗んだ嫌疑をかけられた」子供時代の辛い思い出を語っており、設定ブレが見られる。また、第665話の歴代殉職刑事に絡んだ事件の際の山村の報告によると、母親も病死している。
田口良（たぐち りょう / ボン）●
演 - 宮内淳（168話 - 363話）
1951年生まれ。初登場時は城南署捜査一係に勤務していた。殉職による2階級特進により、最終階級は警部補。
姉7人に囲まれて育った大阪生まれのぼんぼん。お人好しで慌てん坊だが、そのぶん面倒見がよく、若者の心を理解することに長けている。猫が苦手である（第187話）。
260話のみロッキーから「ボンさん」と呼ばれるが「背中がムズ痒いからやめてくれ」と返し、以降､ロッキーからの呼ばれ方は「先輩」に統一された。
新任の若手の中では既に刑事経験がある初の人物である。そのためか、三上までの新人刑事は「ジュン」と読む名前が付けられてきたが、田口の名前は「ジュン」ではない。田口以降の新任刑事は既に刑事経験のある人物が多くなる。
ある殺人事件の容疑者として三上を逮捕したことから、一係との縁が生まれる。三上が証拠不十分で釈放されたのちも執拗に追い続けるが、やがてそれが誤解だとわかり、一係と協力の末に晴れて真犯人を逮捕。その後、自身の希望と七曲署の欠員補充要望により、一係配属となった。
赴任当初は甘ったれで不安な面も多々見られ、自分のことを「僕」と言っていたのが、後輩である岩城の赴任後は「俺」に変わっている。またこの頃、荒んだ生活を送っていた五代がヤクザに絡まれていたのを助け、新品のスニーカーを贈っている。
当初は叔母とアパートで二人暮らしをしていたが、やがて彼女が帰阪し一人暮らしとなる。岩城の赴任後はある事件をきっかけに彼と同居するようになり、それは自身が殉職するまで続いた。
1979年7月、事件の関係者である女性（演：根岸とし江）を庇って被弾し、一係への電話連絡中に藤堂の声を聞きながら絶命する。
滝隆一（たき りゅういち / スコッチ）▲
演 - 沖雅也（217話 - 244話、274話、300話、399話 - 456話、463話 - 476話、491話 - 493話）
東京都出身。1949年生まれ。1976年9月、殉職した三上の後任として城北署から七曲署の捜査一係に転属となる。
背広、飲み物、タバコなど、何でも英国製を通すダンディな刑事。あまりの気障ぶりに石塚が思わず叫んだ「スコッチ野郎!」がそのままニックネームとなった。後輩からの呼ばれ方は「滝さん」で統一されていた。犬が苦手である。無数のサボテンの鉢を自分に部屋に飾っており、末期に入院した際も病室に鉢を置くほど。
元来は性格の優しい刑事だったが、赴任1年前に先輩刑事と共に犯人を追いつめた際、一瞬発砲を躊躇ったことで先輩刑事が逆に射殺されて以来、冷酷非情な一匹狼に変貌した。七曲署赴任後もチームワークを嫌い上司の命令を無視して常に単独行動をとり続けた。しかし、その捜査手腕は確かで、短時間の間にかなりの情報を調べ上げているほか、射撃も石塚が認めるほどの腕前である。
七曲署に着任して早々、前任者である三上の殉職に対して侮辱する発言をして石塚を激高させたため、石塚に殴り飛ばされている。
かつての婚約者（演：夏純子）の死を経て、人としての温かみを取り戻し、1977年3月に山田署に転勤する。
その後も1977年10月に山田署管内での事件捜査で七曲署管内を再訪、一係との合同捜査において岩城の拳銃恐怖症克服に貢献したり、1978年4月には藤堂狙撃の一報を聞きつけて単独で捜査協力に駆けつけたりした。その間、山田署では一匹狼ぶりが持て余され厄介者扱いを受けていた。1980年3月、沖縄に飛んで単独捜査をしていた際、同事件を捜査中の七曲署メンバーと遭遇。藤堂の配慮もあって沖縄の件は七曲署への出向扱いにされ、事件解決ののち七曲署捜査一係に復帰する。
その頃にはかつての非情な面がまだ残るものの、藤堂を尊敬し、一係のメンバーたちと信頼し合える関係になり、時にはギャグを言ったりかなり穏和なキャラクターに変化していった。島亡き後は岩城・五代・西條・竹本らを引っ張る若手たちのリーダー格となった。しかし、過去に胸部を撃たれた際の傷が原因で抱えることになった持病の再発もあって入院。1982年1月、拳銃密造事件の捜査に病をおして参加したが、犯人との格闘の直後に喀血、搬送先の病院で山村と石塚に看取られながら、息を引き取る。なお、歴代刑事の中では唯一病死した刑事である。
岩城創（いわき はじめ / ロッキー）●
演 - 木之元亮（256話 - 520話）
北海道出身。1952年生まれ。警視庁機動救助隊から一係に配属される。ロッキー山脈登頂を夢見る山男で、自然と動物を愛する心優しい刑事。機動救助隊員時代の経験を活かしたロッククライミングアクションが得意。
当初は住む家を決めておらず、宿直という形で署内に泊まり込んでいたが、ある事件をきっかけに田口のアパートに同居するようになり、彼の殉職後も引き続いてそのアパートに住んでいる。
機動救助隊配属前は三の輪署の刑事だったが、赴任して3日目に拳銃を構えた犯人に丸腰で説得に当たった結果胸部を撃たれてしまい、それ以来極度の拳銃恐怖症となる。一係でのチームワークに助けられ一旦は克服しかけるものの、1977年10月、ある事件で狙撃され負傷したことで再発。しかしその事件の合同捜査で山田署から応援に来ていた滝の支えにより完全克服を果たす。
父親は元漁師で既に故人、母親は釧路に在住。さらに兄夫婦が東京にいる。
基本的に先輩刑事からは「ロッキー」、後輩刑事からは「岩城さん」と呼ばれるが、その風貌もあって藤堂からは「ヒゲ」、野崎からは「熊さん」と呼ばれたこともある。
交通課の婦警だった早瀬令子と2年にわたる交際の末、1980年8月に結婚。翌年には双子の父親になる。1982年8月、念願のロッキー登山に旅立つが、偶然にも容疑者を追ってカナダ入りした一係の捜査に参加。追跡の末ロッキー山脈で容疑者を追い詰めるも、リスを庇ったところを撃たれて殉職。令子の希望により彼の遺骨はロッキー山脈に風葬された。なお、歴代新人刑事の中では登場期間が最長であり、それに歴代殉職刑事の中では唯一海外で殉職した刑事である。
五代潤（ごだい じゅん / スニーカー）
演 - 山下真司（364話 - 475話、489話）
沖縄県出身。1955年生まれ。上京して間もない頃、自暴自棄になっていたところを田口に助けられ、彼に憧れて刑事になる。ニックネームはその際にもらったスニーカーをずっと愛用していたことからつけられた。
赴任前は城南署の刑事だった。
恩人である田口が射殺されたことを知り、その犯人を挙げるため、休暇を取って他管轄である七曲署管内で単独捜査を行っていたところを一係のメンバーと遭遇。そのためメンバーとの軋轢を生むが、最終的には一係のバックアップもあって自身で犯人を逮捕、田口の仇を取った。しかし管轄外で勝手な捜査を行ったため免職寸前となるも、藤堂の計らいによって七曲署捜査一係に配属される。
非常にナイーブな性格で、ことあるごとに失敗を犯しては刑事の職に対する自信を失いかけては、辞表を提出する事も多数。また、その若さと真っすぐな性格から、非情な捜査を行う滝に強い不信感を抱いて激しく対立したこともあった。
両親は幼い頃、在日米軍の軍用車輌に轢き殺されて亡くなっており、以後は妹と二人で生きてきた。その妹が拳銃乱射事件の巻き添えとなって死亡し、彼女の「沖縄に海の牧場を作りたい」という遺志を実現させるため、1981年9月に退職し、故郷の沖縄へ帰郷する。
489話のラストに五代は藤堂の復帰を聞いて沖縄から駆けつけて挨拶をしにやって来た。そこで五代の後任である竹本に初めて出会い、握手を交わした。
西條昭（さいじょう あきら / ドック）
演 - 神田正輝（415話 - 最終話）
東京都出身。1952年生まれ。事故死した島の後任として警視庁捜査一課から一係に転属される。医大中退後、たまたま「警察官募集」のポスターを見て警官になった。拳銃は回転式ではなくオートマチックを携帯し、足を使わず車で捜査に臨む。
父親は「西條医院」を営んでおり、近くで怪我人が出ると治療してくれるが昭とは仲が悪い。
当初は自ら「ドックって呼んでくれよ」とニックネームを名乗ったり、捜査会議中にダジャレを連発していたが、相次ぐ先輩刑事との別れや後輩刑事の加入から次第に若手のリーダー格に成長、石塚の殉職後は彼に代わってそのポジションを引き継いだ。
医学部出身ながら、初登場時に自身の推理と解剖所見がまるで違う結果になってしまったことから石塚に「ヤブ」というニックネームをつけられてしまい、藤堂らからもしばらくはその名前で呼ばれていたが、自身の成長とともに「ドック」と呼ばれるようになった。後輩刑事から「西條さん」と呼ばれる事は少なく､多くの場合は「ドック」もしくは「ドックさん」である。
スポーツ万能で、中でもスキーはプロ級の腕前。それが事件の解決に役立ったこともあった。また、医大出身だけに、常に健康にも気を使っており、捜査時もビタミン剤をたびたび服用する姿が見られた。
初登場時は各刑事のニックネームを間違って覚えており、とくにスニーカーをスリッパと呼んでは本人から「俺、スニーカー」と反論される場面が何度もあった。
竹本淳二（たけもと じゅんじ / ラガー）●
演 - 渡辺徹（476話 - 658話）
東京都出身。1959年生まれ。退職した五代の後任として城南署から七曲署捜査一係に配属される。父親も刑事で野崎の同僚だったが高校3年の時に殉職している。そのため野崎からは「淳坊」と呼ばれた。高校時代にラグビーをやっていたことがニックネームの由来だが、西條からはラッキョとからかわれることも（489話他）。後輩からは「ラガーさん」と呼ばれた。
事件発生時にすぐ署に駆けつけられるようにと、七曲署近くのアパートを借りて一人暮らしをしている。なお、母ひとり子ひとりで、母親もアパートの一人暮らし。
歴代新人刑事の中でも年齢が若く、正義感は人一倍強い。
第636話のラストで入院した際に膝の激痛から外傷性の骨肉腫に侵されていることが発覚し、治療のため2か月間現場を離れる。持ち前のガッツで完治したと思われたのもつかの間、再び足に激痛に走るようになり、再発の疑いが同僚たちに懸念される中、1985年8月、つくば万博行きバスジャック事件の捜査中にバスを狙撃して、ある事件の証人を他の乗客もろとも抹殺しようとした犯人と相討ちになり殉職。なお、自身の殉職後は山村の殉職まで刑事の殉職は一切無く、そのため自身は山村より1つ前に殉職した刑事となったが、もし山村が殉職しなかったら刑事の殉職は自身で最後となる所だった。
演じた渡辺徹は当時アイドル並みの人気があり、ファンからの膨大な差し入れを消化するうちに見る見る体重が増えてしまい、着任時と殉職時ではまるで別人のような容姿になっていた。作中でも春日部から「これ以上食べる必要ない」「減量しろ」などと茶化されるシーンがあった。
OPには滝と竹本のテロップはあるが滝は二度目の病欠となり490話で復帰したが容態が悪いため病院にいるシーンになっており滝と竹本は一緒に捜査をしたのは476話のみに留まる（477話〜489話まで滝は欠場）。その分竹本が滝のお見舞いに来たり犯人の情報を求めたりなど滝の残りの出演回数が少ない分、協力的だった。
原昌之（はら まさゆき / ジプシー）
演 - 三田村邦彦（494話 - 545話、593話）
東京都出身。1956年生まれ。病死した滝の後任として三田署から七曲署捜査一係に配属される。その前は城西署→北富士署と転々していた。
一匹狼的な性格のために行く先々で疎まれ、所轄署を渡り歩くことからジプシーというニックネームに。警察学校40期生。
七曲署の初出勤では一係に足を運ばずに射撃場に出向く、挨拶もせず捜査状況だけ報告と言ったものだった。
人間不信の性格と独自の行動哲学を持ち、右胸心という特異体質と、発砲音で使用銃を特定できる特技の持ち主。そのクールさの裏には、幼い頃の悲しい思い出を心の奥底にしまい、これ以上の凶悪犯罪が起こらぬようにという願いが隠されていた。
両親は幼い頃、ある事件に巻き込まれて死亡しており、守田という女性に養われた過去がある。
七曲署での捜査活動のなか徐々に頑なだった心を開き、いつしか歴代勤務所轄の中でも七曲署が最長となっていた。
1983年2月、その辣腕ぶりを見込んだ西多摩署への転属を内示され、悩んだ末に晴れて栄転する。
春日部一（かすかべ はじめ / ボギー）●
演 - 世良公則（521話 - 597話）
1955年6月生まれ。殉職した岩城の後任として大神島署から七曲署捜査一係に配属される。ハンフリー・ボガートに心酔し、自らボギーと呼んでほしいと頼み込むが、藤堂からはゴルフのボギーだと釘をさされている。
また、西條からは「イチ」または「いっちゃん」と呼ばれており、これは春日部の免許証の氏名をコンピュータが「ハルヒヘイチ」と読み違えたことに由来する。これに関連して、車のナンバープレートは「品川55 へ…1」となっており、「ヘイチ」と読めるようになっているというスタッフの遊び心が演出されている。
本来は1年ほどで殉職または異動という予定だったが、世良の人気を受け、ファンに応えるようにもう半年間延長して出演した。
猪突猛進の熱血漢で情にもろく、また赴任早々、西條が自分より先輩、原が同期、竹本が後輩だと分かった途端にそれぞれに対する態度が一変してしまうなど単純で体育会系な面も併せ持つ。
女心に鈍感な面もあり、令子とは意見の相違でよく対立していた。
いざという時のために警察無線の受信機を搭載した自家用車ルノー16で捜査活動を行う。
広島県出身で広島カープのファンであり、巨人ファンの西條とは野球談義で口論になる時もある。また、演歌を好む。
広島に姉と甥がいる。
1984年4月、射殺犯とその婚約者を自分の意思で国外に逃がしたため、自らを刑事失格と断じ、責任を取る形で運転中の警察無線から藤堂に退職の意思を伝え、そのまま単身で事件の背後にいる組織と決着をつけようする。その後、縁日の人混みの中で通りすがりを装った組織の男（演：山西道広）たちに刺殺される（第597話「戦士よさらば・ボギー最後の日」）。その際、事件解決につながるダイイングメッセージを仲間に遺した。なお、歴代刑事の中で刺殺された刑事としては早見に続いて2人目である。
井川利三（いがわ としぞう / トシさん）
演 - 地井武男（526話 - 最終話）
1943年生まれ。殉職した石塚の後任として河南署から一係に配属される。ベテランの巡査部長。
捜査に対する執念は人一倍で、そのことから食らいついたら離さない「スッポンのトシさん」の異名を持つ。またかなりの酒豪であることから「うわばみのトシさん」とも呼ばれる。
台北生まれで、戦後日本へ引き揚げて来た。その際の混乱で妹が栄養失調のため幼くして死亡する。亡くなった父親も警察官。
団地に妻と一女一男の4人で暮らしていたが、赴任直後の事件の捜査に長男を巻き込んだことが原因で妻とのすれ違いが続き、家族と別居の末に離婚する。
山村殉職後は実質的な一係のナンバーツー（主任格）として捜査を取り仕切った。
岩城（旧姓：早瀬）令子（いわき れいこ / マミー）
演 - 長谷直美（セミレギュラーとして275話より不定期に出演、546話 - 最終話）
東京都出身。1956年生まれ。初登場時は七曲署交通課婦警。ある事件を機に時折一係の捜査に協力するようになるが、当初は一係の刑事たちと衝突することも多かった。しかし次第に息の合った連携捜査が見られるようになっていく。
1980年、創と結婚し、苗字が早瀬から岩城へと変わった。1981年、1男1女の双子を儲けるが、1982年に創はカナダで殉職。以後は残された2人の子供を抱え、失意の日々を送っていた。創が殉職したことを踏まえ命の大切さや女性の気持ちをケアしたりなど道徳心があり、西條たちに褒められたり時には関心させたりする。
転勤した原の後任であった女性刑事が1係に来て2日で辞職したのを機に、夫が生涯を捧げた仕事を理解したいという思いもあって一係転属を志願し、1983年3月に配属となる。
一係入りするにあたり、2児の母親であることから「マミー」というニックネームを拝名した。また車の運転技術に長けており、A級ライセンスを保持する。
澤村誠（さわむら まこと / ブルース）
演 - 又野誠治（562話 - 最終話）
神奈川県出身。1959年生まれ。退職した松原直子と入れ替わりに、警察学校より配属。同校へ転任した野崎の教え子である。
父親がピアニストだった影響でブルースをこよなく愛しており、自ら「ブルースがいい」と言ったことと藤堂からも「ブルースと呼ばなければ返事しない」とのことからニックネームが決定した。なお西條、春日部、竹本からは「ブル」と呼ばれることが多い。
着任前に学生結婚し、ボクシングを得意とする。
拳銃は破壊力の大きいマグナムを使用するが、これは威嚇射撃において最大限の効果を発揮させるためのもので、むやみに人を傷つけたくないという優しい気持ちの裏返しでもある。
面識はないが自分と同じ名前を持つ石塚に興味を抱く一面も覗かせた。先輩刑事の中でも特に春日部を尊敬しており、彼の殉職後は形見の革手袋をしばらく着用していた。また、春日部が初期に着ていたのと同じ赤紫のスーツを着ることもあった。
登場初期は無口で他人からの説教受けてる時も反論もせず黙って聞いたりしていたが、後期になると饒舌で軽口を叩くようになり、刑事らしからぬ派手な服装や無精ひげを生やすようになった。第700話で長男・望が誕生。
最終話で殉職寸前の危機を迎えるが、復帰した藤堂や一係の刑事たちの捜査によって一命を取り留めた。なお、歴代刑事の中では唯一殉職寸前となった刑事だが、もし自身が殉職すれば刑事の殉職は自身で最後となる所だった。
水木悠（みずき ゆう / マイコン）
演 - 石原良純（623話 - 最終話）
東京都出身。1960年生まれ。1984年11月に配属となる。
一流大学卒業のインテリで一係に三菱製パソコン（愛称“ホームズ3世”）を導入し、捜査に活用する。当時のパソコンはマイクロコンピュータとも呼ばれ、藤堂宛に届いた本「マイコン入門」から、このニックネームが決定。
当初はコンピュータ至上主義で、やや冷ややかな印象であったが、一係に馴染むにしたがって、次第に人間味も持ち合わせるようになった。
先輩の澤村とコンビを組むことが多く、どやされることが多々ある。
島津公一（しまづ こういち / デューク）
演 - 金田賢一（660話 - 715話）
東京都出身。1960年生まれ。殉職した竹本の後任として城南署から七曲署捜査一係に配属される。幼い頃の体験により、“人は概ね自己の利益の為に他人を裏切る、その為に起こる凶悪事件も当然あり得る”という考えを持っている。一方、単独行動が多いため新聞に載ったり署長に怒られると「謹慎します」と口軽に言って家に帰ってしまうなどの行為から特に西條や澤村からはあまり好まれなかった。ニックネームは本人の印象と名前から公爵（Duke）の連想による。
実家に父親の趣味でビリヤードルームがあったことから、自身もビリヤードの達人。
馴れ合いを嫌い、上司である藤堂を含め、同僚をニックネームで呼ぶことはほとんどなかった。家族に対しても継父とは折り合いが悪いため、実母とも距離を置いている。
1986年10月、警視庁の海外研修生に選ばれ、山村の遺した未解決事件を解決した後、本庁に籍を置く形で旅立っていった。
太宰準（だざい じゅん / DJ）
演 - 西山浩司（706話 - 最終話）
香川県出身。1962年生まれ。本作では最後の新人刑事として葛飾柴又署交番勤務から七曲署捜査一係に配属される。足の速さや身の軽さは歴代刑事の中でも随一である一方、血の気の多い分問題行動も多く、赴任前日にたまたま爆弾事件の犯人と遭遇し、仲間になる振りをする潜入捜査を独断で行った。本人も自身の性格を理解しており、いつ刑事（警察官）をクビになってもいいようにとアルバイト情報誌を常に携帯している。
藤堂の長期不在時に配属された刑事であることから、最終回に犯人の身辺調査を報告するため初めて顔を合わせるまでは捜査一係の中で唯一、藤堂の顔を知らなかった。そのため 最終回の藤堂復帰に喜ぶ一係の面々に対し、また自分と同時期に着任した橘が本庁へ帰ることへの寂しさから、ひとり複雑な心境を覗かせていた。拳銃を構えるシーンはあったが、実際には発砲するシーンはない。
ニックネームは自分のイニシャル（転勤前の所轄でもそう呼ばれていた）だが、西條からは「ダサい準のDJ」と言われている。
高松市で讃岐うどん屋を営んでいる両親と兄がいる。
橘兵庫（たちばな ひょうご / 警部）
演 - 渡哲也（706話 - 最終話）
兵庫県出身。1941年生まれ。国立大学卒業後、警視庁入庁。藤堂の城北署時代の後輩。病気療養中の藤堂が復帰するまでの間、臨時係長代理として警視庁捜査一課から着任。階級もニックネームも警部で、部下から「警部」と呼ばれると「はい」と返事する。
性格は質実剛健、不言実行型。デスクワークに拘ることなく積極的に現場に出ている。
彼もまた部下をニックネームで呼ぶことがなかった（ただし井川の事は「トシさん」と呼んでいた）が、最終回において瀕死の重傷を負った澤村に「ブルース!」と呼びかけた。
父は国鉄職員だったが、1966年、南明石駅でホームに転落した幼児を救助中に殉職し、母親は戦後間もない1948年2月に病死していると番組終了後に刊行された書籍に記載されている。太宰と同様、拳銃を構えるシーンはあったが実際には発砲していない。

### 内勤員（警察行政職員）
永井久美（ながい くみ / クミ）
演 - 青木英美（53話 - 114話）
柴田と同じ日に一係に配属になった初代・内勤員。推理小説を愛読し、ファッションなどにも敏感である。好奇心から捜査会議にもたびたび首を突っ込んで発言してしまい、藤堂から釘をさされることもあるが、その発言がきっかけとなって捜査が進展したこともある（第57話「蒸発」など）。また、石塚や島をからかうような親しさがあり、捜査の応援要員として柴田とともにアルバイトの大学生を演じたこともあった（第64話「子供の宝・大人の夢」）。
長山久子（ながやま ひさこ / チャコ）
演 - 浅野ゆう子（118話 - 130話）
明るくオープンな性格の2代目・内勤員。大柄な一係刑事たちにも物怖じしない快活さで一係を和ませた。
矢島明子（やじま あきこ / アッコ）
演 - 木村理恵（173話 - 322話）
素直で控え目な3代目・内勤員。その愛らしいキャラクターゆえに一係刑事たちの思い入れが深い。捜査の応援に関わることは多くないが、関わってしまった場合には自分を必要以上に責めてしまうこともあった。
284話は主演回。東京の実家で両親と暮らしていたが、松山で旅館を経営していた伯母が亡くなって母親が後を継ぐことになり、それを手伝うために退職する。
松原直子（まつばら なおこ / ナーコ）
演 - 友直子（325話 - 527話、561話）
退職した明子の後任で4代目・内勤員として配属。もともとは警察官を志望していたため、芯の強さと正義感の強さを兼ね備え、かつ、一係の刑事たちに訊きにくいことを尋ねる度胸も併せ持っている。母親が倒れ、その介護に専念するため休職ののち退職。彼女の退職を最後に、一係の内勤員は存在しなくなった。
出演が長く、主演回も2回（417話と499話）ある。

### セミレギュラー

#### 七曲署署長・署員
初代署長
演 -野口元夫
第2話と第4話に登場。
演じた野口は後に、第49話、第137話、第257話、第471話で各々別の役柄として登場している。
2代目署長
演 -南原宏治
第37話、第38話、第41話、第43話、第53話に登場。伸子の刑事昇格を推薦した。一方で山村を嫌っていた。
西山隆行
演 -平田昭彦
第55話の初登場時は本庁捜査一課警部。第57話からは警視に昇進し、七曲警察署の署長に就く。
厳格で警察組織や署長たる面子を重んじるという、藤堂と対照的な人物として描かれているためもあって、藤堂を叱責している場面が多く、また初期には、情け容赦ない言動も多かった。初登場の時は柴田と柴田の父親を愚弄した発言をするなどして対立し、挙句に犯人を説得中の柴田を無視して部下に犯人を射殺させたり、七曲署の署長に着任後も、ライバルである城北署署長への対抗心から、自身のメンツの為だけに嫌疑が掛けられているだけでまだ正式な逮捕もされていない段階の島を懲戒免職にしようとしたり、自らの警視正昇任をご破算にするほどの蛮行に及ぶなどの行動で問題視していた滝を厄介払いで山田署に転属させるなどしている。
しかし一係が七曲署のエース的存在であることも認めており、藤堂の反論を不承不承ながら受け入れることも多い。息子（演：福沢良）に轢き逃げの容疑がかかって苦悩したこともある（第88話）。また、藤堂の不在時（第459話〜第488話）には、たびたび一係に訪れ、係長代理を務める場面もみられた。
第538話まで登場し、歴代署長の中では最長の在籍期間である。
大和田署長
演 -草薙幸二郎
第601話から登場。アイドルの一日署長起用で七曲署のイメージアップを図ったりと、柔軟な一面もある。藤堂の病欠中には、捜査指揮官代行者としてしばしば（第701話〜第705話）一係を訪れていた。
演じた草薙はこれ以前、第77話と第135話で新聞社キャップ・北山（藤堂と旧知で、捜査のために力を貸す）を、第383話で容疑者役を、第462話で法医学教授役を演じている。
高田助手
演 -北川陽一郎
七曲署鑑識課助手。第32・41・48・51・57・60・68・74話に登場。
演じた北川陽一郎は、第10話『ハマっ子刑事の心意気』で鑑識課員役でノンクレジット出演、第15話『拳銃とトランペット』では別役で出演した後、上記8話で同役を演じたのち、2年後の第142話以降では度々それぞれ別役でゲスト出演している。
鑑識課員
演 -今井和雄
第112話、第119話、第126話、第149話に出演。
吉野徹男
演 -横谷雄二
第356話で初登場。長らく七曲署管内の派出所勤務だったが、第532話からは刑事となり七曲署少年課に転属した。第715話までの出演。
七曲署に配属されてきた五代とは友人関係となり、それ以降も一係の刑事たちと交流を持った。
一係の捜査に何かと首を突っ込みたがることに加え、声が大きいため持て余し気味に扱われることが多い。
石塚のニックネームがゴリラに由来するものと最後まで勘違いしており、たびたび石塚を激昂させた。
高橋光子
演 -木内マキ
第448話から第486話にかけて出演。交通課婦警。演じた木内はその後第576話での別人役の出演を経て第583話では再び本役でゲストで出演。
婦警
演 -林由美子
第528話、第530話、第531話で出演。休職中の松原直子に代わって一係室の臨時庶務に就いていた少年係の婦警。
山田鑑識課員
演 -三上剛仙
第576話、第602話、第604話他に出演。

#### 警察犬
警察犬ジュン2号
演 -ハディーラ号
第132話で、誘拐犯（演：速水亮）の手下の「ナポレオン号」（演じたのはアーター号。後に第348話でキング号役で再登場）として初登場。逃走中にオートバイに跳ねられ瀕死の重傷を負うが、三上が付きっきりで看病し回復、彼に協力して犯人逮捕に貢献する。その後第198話にて、三上の要望で訓練を受け「警察犬ジュン2号」（「1号」は第24話に登場）となる。三上殉職後は田口とコンビを組み、第220話では拳銃密造組織の黒幕（演：岡田英次）の逮捕に貢献し三上の仇を討った。
第300話にも出演し、病室の藤堂を護衛。刺客の策にいち早く気づいて藤堂を守った。
第348話まで出演、以後は指導犬となった設定になっている。
警察犬ブラック
演 -エデラ・ホム・ハウス・トウキュウ号
第245話、第271話に登場。もとは切手窃盗犯が飼っていたが、田口とジュンの必死の努力で改心し、彼らの危機を一係に伝えた。
事件解決後警察犬訓練所に入るが、もとの飼い主のことを忘れられず、訓練師からも見切りをつけられ実働犬に昇格できずにいた。それを見かね、またブラックを信頼していた田口が（正規の実働犬でないことを隠して）難航していた捜査に駆り出した。途中そっくりのギャング犬に成りすまして潜入捜査、殺し屋に自爆用の爆弾を巻き付けられるという危機に見舞われながらも事件を無事解決、実働犬に昇格した。
なお、その時のギャング犬（レオ）は、ブラックの実働犬昇格で空きが出た訓練犬の枠に収まった。

#### 藤堂俊介（ボス）の関係者
三浦加代子
演 - 江波杏子
藤堂の元婚約者。第34話に登場。藤堂が警察官にならなければ結婚するはずだった。愛のない生活や寂しさに耐えられず、罪を犯し、最期には藤堂の腕のなかで絶命する。このことは藤堂自身、自分が婚約解消をした為に起きてしまった事件だと後悔しており、愛を貫き、結婚して家庭と仕事を両立させるべきだったと第70話で語っている。
箱根の人
演 - 宇佐美淳
日本を裏から操る黒幕で、シリーズ中、藤堂が完全な証拠を掴めず、逮捕することができなかった唯一の人物。第86話、第135話に登場。

#### 山村精一（山さん）の家族・関係者
山村高子
演 -町田祥子
精一の妻。第11話で初登場。元々心臓が弱く、子供を授かるたびに流産を繰り返している。刑事という職業柄、なかなか家にも帰れず、自身の見舞いにも来られない夫のことを心から理解し、また信頼していた。
第206話で持病が悪化し、帰らぬ人となる。
山村（秋元）隆
演 -小椋基広
精一の長男（養子）。高子の遠縁である秋元夫妻（演：清水章吾、今出川西紀）の子供だったが、実母が病死し、秋元も海外転勤となることから山村夫妻に養子として引き取られる。
高子の死後、かつて山村が追いつめた殺し屋（演：松山政路）から命を狙われたことをきっかけに松山在住の高子の母（演：赤木春恵）に預けられた（第234話）が、その義母も死去し、さらに高知在住の義妹に預けられたものの、彼女に懐かなかったことから、再び山村の元に戻ることになる（第308話）。
精一からは実子同然に深い愛情を注がれたが、第691話において今後の刑事生活の中で父親の責任を果たせないと悟った精一が、帰国していた秋元の希望に応じて帰すことを決意。奇しくも、初めて実父と対面したその日に、精一は帰らぬ人となった。
高田加代子
演 -千野弘美
かつて山村が逮捕し、獄死した男の娘で、山村に人柄を信頼され、家政婦（お手伝いさん）として雇われる（第308話）。第321話、第333話、第371話、第452話、第453話、第552話に登場。第564話で、結婚を期に山村家を去った。
ふさ
演 -町田博子
加代子の後任のお手伝いさん。苗字は不明。第567話、第620話、第624話、第650話、第662話、第691話に登場。
有田
演 -石橋蓮司
山村の情報屋。粗暴ではあるが、根は純粋で子供好きの憎めない男。本ネタである時ほど金銭を要求しない。第212話、第241話に登場。
演じた石橋は第97話、第408話、第622話、第644話においてそれぞれ別人役で出演。

#### 石塚誠（ゴリさん）の家族・関係者
石塚幸吉
演 -下條正巳
誠の父。地元熊本の高校で教頭を務めていた。第332話と第665話に登場。
第332話では定年退職を控え、職を離れる寂しさから息子に帰郷を持ち掛けようと説得のため上京するが、事件現場での息子の仕事ぶりに触発され考えを改め、晴れやかな思いで熊本に帰っていった。
第665話では息子に加えて妻も亡くしており、地元の老人ホームに入居している。入居仲間にも「親より先に死んだ親不孝者、腹が立つ」と嘯いていた。それは体面上で、ホームを訪れてきた山村に対し、誇りに思っていた息子の死を認めなくなかった本心を告白し、帰ろうとする山村を引き留めて、東京での息子の話を聞かせて欲しいと懇願した。
演じた下條は第29話、第277話においてそれぞれ別人役で出演。
石塚まき
演 -野村昭子
誠の母。第146話に登場。
演じた野村は第317話、第446話においてそれぞれ別人役で出演。
小林（岩崎）道代
演 -武原英子
石塚の最初の恋人。第122話に初登場後、第151話、第173話、第190話に出演。結婚の段取りも決まり、山村夫妻が仲人をすることになっていたが、第200話で叔父（演：小林昭二）が犯罪に関わったため自ら身を引いた。第310話にて、別の男性と結婚後、ある事件の容疑者宅の隣に住んでいたことから偶然に石塚と再会した。
麻生（村田）晴子
演 -水沢アキ
石塚の2番目の恋人で、職業は大学の研究機関の助手。第462話で石塚と出会い、耳が不自由な自身に対し、手話で熱心に接する石塚と心が通じ合うようになる。第466話で晴れて婚約するも、結婚直前に石塚は殉職。その後、別の男性と結婚、女児を設けるが、石塚との事情を理解している夫の提案で自宅には石塚の写真が飾られている（第665話）。
演じた水沢は第185話において別人役で出演。
徳岡（トクさん）
演 -上田忠好
石塚の情報屋。第52話、第58話に登場。
演じた上田は第6話、第103話、第141話、第275話、第633話においてそれぞれ別人役で出演。

#### 島公之（殿下）の家族・関係者
島京子
演 -三谷文乃→中田喜子
公之の妹。第33話（三谷）及び第194話と第282話（中田）に登場。
兄の求めに応じて、苦悩しながらもバスジャック犯（演：堀内正美）への身代わり人質役を引き受けたり、容疑者扱いされた婚約者・達村明（演：秋野太作）を最後まで信じ、兄に説得を繰り返した。
中田は第73話に別の役柄で出演した。
柚木麻江
演 -有吉ひとみ
島の最初の恋人で幼稚園の保母。第70話と第79話に登場したが、3度目の登場となる第87話でタクシーにはねられ交通事故死する。
有吉はその後、第488話に別役で出演した後、第521話から春日部一（ボギー）の姉・正子役で再度セミレギュラー入りした。
寺岡理江
演 -真野響子
島の2番目の恋人。第150話に登場。バーのピアノ演奏者で島と婚約するまでに進展したが、ある誤解から人を死なせてしまい、自ら別れを告げた。
三好恵子
演 -香野百合子
中学校教師で島の3番目の恋人。第299話に初登場。第306話で殺人を犯した元教え子に対する犯人隠匿・逃亡幇助の罪で島に逮捕され、教師の職を辞する。
その後島との結婚を決意するが、その矢先の第311話で自動車爆破に巻き込まれ下半身不随になる。その後第335話で渡米し手術、第414話で帰国するが、空港に迎えに来るはずだった島は不幸にも道中で事故死してしまう。
第665話では教職に復帰しており、勤務先の中学の同僚である男性からプロポーズされているうえ、時間の経過とともに島を忘れつつある自分に心が揺れていると、再会した山村に告白した。

#### 野崎太郎（長さん）の家族
野崎康江
演 -西朱実
太郎の妻。第22話に初登場。第479話まで出演。
野崎（市村）良子
演 -井岡文代 → 井岡文世
太郎の娘。第22話に初登場。第248話で天気予報官の市村と結婚する。第281話までの出演。
野崎俊一
演 -石垣恵三郎
太郎の息子で良子の弟。第81話に初登場し、第499話まで出演。事あるごとに父と衝突するが、内心では刑事である父親を尊敬している。
市村進
演 -柴俊夫
飄々とした性格の天気予報官。第201話に初登場し、第248話で良子と結婚する。式当日は捜査の関係で野崎が出席できなかったため、新婚旅行を延期し、七曲署でささやかな披露宴を開いた。

#### 早見淳（マカロニ）の関係者
武田ウタ
演 -賀原夏子
早見の下宿先の大家。第1話と第6話に登場。6話では事件に巻き込まれた友人の息子の件を相談しても無視された早見を見兼ねて独断で調査し、息子の無実を訴えた。

#### 内田伸子（シンコ）の家族･関係者
内田宗吉
演 -ハナ肇
伸子の父でかつての藤堂の同僚。現在は一係の刑事たちがよく利用する、めし屋「宗吉」の主人。藤堂からは「宗さん」と呼ばれる。
警視総監賞を受賞した翌日に辞表を提出し、警察官を退職したことが山村によって語られているが、理由は宗吉本人が誰にも話さなかったため、退職理由は不明。
刑事という仕事の辛さ、厳しさを身を持って体験しているだけに、伸子の刑事昇進や同業者（柴田）との結婚には頑として反対していた。第1話、第3話、第4話、第10話、第13話、第24話、第38話、第48話、第52話、第111話に登場。

#### 鮫島勘五郎とその家族・関係者
鮫島勘五郎
演 - 藤岡琢也
藤堂の城北署時代の同僚で、当時は部下に橘もいた。「ジョーズ」というあだ名に加え、「鮫」「鮫さん」「鮫島さん」とも呼ばれている。
第44話の初登場時は城北署勤務（階級は警部）だったが、第67話で山田署に左遷されたのち、第156話「刑事狂乱」で後輩刑事・青木の元恋人（演：五十嵐じゅん）が殺人を犯してしまい、彼女に対する犯人隠匿および逃亡幇助の責任をとって辞職する。
その後、新しい事業を立ち上げては事件に巻き込まれるトラブルメーカーとして何度か登場している。
刑事だった頃は主に島と絡むエピソードが多かったが、刑事退職後はその時期の在籍期間が最も短い若手刑事と絡むようになった（最後の登場回は第711話「ジョーズ刑事の華麗なる復活」）
鮫島玉枝
演 - 北あけみ
勘五郎の最初の妻。小料理屋を営み、勘五郎との間に一人息子がいる。第89話の初登場時にはすでに勘五郎と離婚しており、そのエピソード内で起こった事件がきっかけとなって復縁する。その後は勘五郎が刑事を辞め、新事業に手を出すたびに振り回される羽目になる。第89話、第156話、第205話、第252話に登場。なお勘五郎は第711話に妙子と再婚した旨を発言している。
青木孝文
演 - 勝野睦浩
山田署での後輩刑事。第89話に登場し、鮫島の身代わりとなって射殺される。彼の死は第156話で起こる事件の伏線となる。
もともとは勝野のレギュラー入りに向けたテスト出演のために用意された役で、第156話のストーリーもそのことにヒントを得て生まれたものである。
なお、勘五郎と藤堂は三上が青木に似ていると評しているが、青木が射殺された時に居合わせた島は青木と面識があるにもかかわらず、青木と三上が似ていることについて全く気に留めていないなど、矛盾点がある。
鮫島妙子
演 - 野見山夏子
勘五郎の二番目の妻。第711話に登場。勘五郎と共に自然食品会社を経営していたが、夫に頼まれてぬいぐるみを夫に届けようとした所を銃撃され負傷した。

#### 柴田純（ジーパン）の家族
柴田たき
演 -菅井きん
純の母親。夫も警察官であったが殉職している。警察病院の看護婦をしており、第300話では狙撃された藤堂の看護を買って出た。第309話では健康診断を受診に来た田口に、刑事の仕事には危険がつきものだという亡き息子のエピソードを引き合いに出して意見したこともある。この時、田口は柴田とは直接の絡みこそなかったものの「ジーパン先輩のオフクロさん」と話すシーンがある。
その後、藤堂が保証人となり警察学校の寮母に転職。若い警官たちを我が子同様に可愛がるなど平穏な生活を過ごしていたが、第665話で息子を始めとした殉職刑事が絡んだ事件にその元警官の一人が関与し、巻き込まれてしまうこともあった。
菅井は第39話に別人役で出演している。

#### 三上順（テキサス）の関係者
八木
演 -小倉一郎（第125話）→関川昇（第180話）
三上と同居している友人。第125話で初登場、第180話にて別々に暮らすことになった。

#### 田口良（ボン）の家族
田口の伯母
演 -ミヤコ蝶々
大阪在住。良が七曲署に転属し初出勤した際、一緒に付き添ってきた。第168話と第169話に登場。
田口由紀恵
演 -沢田雅美
良の姉。第229話と第665話に登場。恋人の池田（演：岸部シロー）との結婚を目前にして迷い、弟に相談したことがある。なお、後に夫となった池田も弟の死後に交通事故で他界している。
配役は不明だが、第665話にはもう一人、田口のすぐ上の姉とその息子、娘も登場する。

#### 滝隆一（スコッチ）の関係者
倉田良平
演 -二瓶秀雄
滝の城北署時代の先輩刑事。七曲署に赴任する1年前、滝が拳銃を撃つのを躊躇ったため、犯人に返り討ちにされ殉職する。それを悔いた滝は、以後拳銃に頼る非情な刑事へと変貌した。第217話〜第244話に、しばしば回想という形で登場。なお、倉田の妻・加代（演：安田道代)は、第225話である事件の容疑者として登場する。
北島敏子
演 -夏純子
原町署少年課の刑事。滝の元婚約者で原町署時代の同僚。第244話に登場。滝との結婚直前に、上記の倉田刑事射殺事件が起こったため破局。その後、ある事件の捜査で滝と再会するも、その事件において容疑者の少年（演：池田秀一）に丸腰で説得を試みた結果、逆に撃たれて死亡する。

#### 岩城創（ロッキー）の家族・関係者
岩城雅也
演 -浜畑賢吉
創の兄。第261話と第383話に登場。商社マンとして厳しいビジネスの世界に生きているため、弟と違って打算的な考えをしている。表向きは弟に冷たいが、実際は藤堂へ弟のことを宜しく頼むと頭を下げる等、弟思いの好人物である。
岩城（静子／里子）
演 -信沢三恵子→東丘出陽
雅也の妻。第383話では「静子」、第665話では「里子」と名前が一定していない上に配役も異なるため、劇中では触れられていないが、再婚した設定になっていると推測される。

#### 五代潤（スニーカー）の家族
五代早苗
演 -山下幹子
潤と同居している妹で、会社員。潤の唯一の肉親でもある。第475話で故郷沖縄の海の牧場計画への参加を決意した矢先に、拳銃乱射事件に巻き込まれ死亡する。これが潤が退職するきっかけになった。

#### 西條昭（ドック）の家族・関係者
西條勝
演 -梅野泰靖
昭の父で開業医。自分の反対を押し切って刑事になった息子を勘当していた。第436話、第444話、第483話に登場。
演じた梅野はこれ以前に第66話、第71話、第121話、第245話、第295話、第384話においてそれぞれ別人役で出演。
西條進
演 -三景啓司
昭の弟。第436話に登場。
演じた三景はこれ以前に第104話、第187話、第249話、第397話、第425話においてそれぞれ別人役で出演。
白石良子
演 -岡まゆみ
西條の医大時代の同級生にしてガールフレンド。職業は警察病院の外科医。第491話と第536話に登場。以降もたびたび名前のみ出てくる。
平山源次
演 -殿山泰司
西條が弟子入りした金庫破りの名人。引退して金庫製作の職人をしている。第541話、第580話、第670話に登場。

#### 竹本淳二（ラガー）の家族
竹本加代
演 -石井富子
淳二の母。夫も警察官で野崎の同僚だったが殉職している。第476話、第501話、第665話に登場。

#### 春日部一（ボギー）の家族
春日部正子
演 -有吉ひとみ
一の姉。広島在住で1児の母。弟同様、広島カープのファンで、アルバイトで働いている飲食店にはカープ関連の写真やグッズが多数並んでいる。
第521話では、弟が刑事に昇格し七曲署に転属した祝いにネクタイを贈った。また第598話では、弟の遺骨を抱いて広島へ帰郷する際に、遺品である革手袋を澤村に託した。
第665話の殉職刑事に絡む事件では、犯人から送られた弟の複製写真が、自分の働く店に飾られていたものであることに最初に気づき、弟が死んでもなお仲間たちのために手掛りを残してくれたと涙した。
演じる有吉は島の恋人役以来、二度目のセミレギュラーだが、その他にも第488話に別人役でゲスト出演している。

#### 井川利三（トシさん）の家族
井川圭子
演 -吉野由樹子
利三の妻。初登場時の第526話において既に家庭が冷え切っているうえ、夫が息子を囮捜査に使ったことから亀裂が決定的になる。第573話にて、娘を連れて別居。第605話で離婚し、息子を引き取るが、その後も利三と関わることが多い。
井川由利
演 -山本直子
利三の娘で高校生。父の別居後は母と暮らしていたが、第640話で母と争いを起こし家出。以後父と同居する。
井川浩史
演 -圓山淳也
利三の息子で由利の弟。初登場時には父を嫌っていたが、囮捜査を期に刑事としての父を尊敬するようになる。母が父と離婚した後は母親の許で暮らすが、母親には内緒で定期的に父と会っている。

#### 岩城令子（マミー）の家族
早瀬圭介
演 -藤田啓而
令子の父。第458話に登場。
早瀬波江
演 -成田光子
令子の母。仕事で忙しい令子に代わって孫である双子の面倒をみている。第458話で初登場。
岩城裕太
演 -佐野有哉→服部賢悟
創と令子の息子。第464話で誕生。第717話では保育園の劇に向けての父親役の配役を巡って候補相手を負傷させてしまう。
岩城陽子
演 -日野希ぞみ→中原有弥子
創と令子の娘で裕太とは双子。第464話で誕生。

#### 澤村誠（ブルース）の家族
澤村泉
演 -渡瀬ゆき
誠の妻で学生時代に結婚。初登場は第562話。物事に動じないおっとりとした性格。夫の赴任当時は大きな豪邸に2人で住んでいた（持ち主は夫の父の友人。その友人が長期不在の間だけという条件付）が、のちにアパートに移り住んだ。第700話で誠との間に息子の望をもうけている。
演じた渡瀬はこれ以前、本名の升本由喜子名義で第403話に別人役として登場している。

#### 水木悠（マイコン）の家族
水木史子
演 -野口ふみえ
悠の母。第638話と第680話に登場。
水木直人
演 -森田順平
悠の兄。第618話に登場。

#### 島津公一（デューク）の家族・関係者
松川重吉
演 -渥美国泰
島津の義父。自身が経営する松川商事の社長。公一の母親の再婚相手であり、かつては公一の実父の部下だった。第660話、第667話、第672話に登場。
演じた渥美はこれ以前に第56話、第73話、第91話、第155話、第301話、第377話、第493話、第525話においてそれぞれ別人役で出演。
島津公明
演 -北村和夫
公一の実父。第672話に登場。息子が幼い頃失踪し、現在は女性のヒモとして暮らしている。長年息子との間に溝があったが、のちに再会し和解した。
演じた北村はこれ以前に第82話、第355話においてそれぞれ別人役で出演。
下山正
演 -赤塚真人
気弱なラーメン屋の出前持ち。殺人事件の目撃者で、犯人に狙われたところを島津に助けられる。それ以来島津を慕って付きまとい、恩返しをしようと勝手な行動を次々と起こして彼を困らせた。第667話と第692話に登場。

#### 警視庁・厚生省関係者
村岡房江
演 -浜美枝
厚生省所属の女性麻薬捜査官。シリーズ初期における新人刑事の教育係的存在。第4話、第61話、第137話、第246話に登場。担当していた事件の解決が新人刑事救出のために台無しになってしまうのがお約束だったが、例外的に第246話では無事事件を解決している。
風間警視
演 -西田昭市
本庁の警察幹部で、徐々に藤堂の理解者となる。第79話で麻薬捜査の管理官として初登場。第220話では一係の捜査に協力し、続く第221話では査問会の委員として登場する。第304話ではバスジャック事件の捜査を指揮し、第452話と第453話では徳田警視監と共に犯人の要求に対応した。
徳田警視監
演 -稲葉義男
藤堂の理解者である本庁の警察幹部。西條を七曲署捜査一係に推したのも彼である。なお、演じた稲葉はこの他にも鹿児島県警本部刑事部長（第141・142話）、丸の内商事汚職事件を捜査する本庁幹部（第312話）、本庁の岡島警視（第393話）など、多数の警察幹部役で出演しているほか、第181話と第715話ではそれ以外の役柄で出演している。
大沢警視監
演 -神山繁
本庁の警察幹部。第471話、第713話、第715話に登場。
第471話では係長のイスが空いたままの一係の捜査に執拗に口出ししようとするが、一係刑事たちの働きぶりを見て考えを改め、指揮を山村に一任し七曲署を去った。
第715話では殉職した山村が担当した9年前の事件捜査の再調査を橘に命じた。
演じた神山は第221話では本庁査問委員長、第662話においては山村の元同僚刑事役で出演。
浜野警視監
演 -滝田裕介
本庁の警察幹部。警察の体面を重んじる警察官僚。第665話、第674話、第691話に登場。警察人事においては絶大な発言力を持つ。
第665話では正義感からチンピラを殴った警官・西森（演：峰竜太）に対し懲戒免職を強行したことで、その西森から逆恨みされ命を狙われている。
第674話に登場したコンピューターエンジニアの村岡警部補（演：高岡健二）は甥にあたる。
第691話においては某国大使館の書記官（演：ジェリー伊藤）の捜査から手を退く交換条件として、山村の千代田署捜査第一係長栄転の話を持ち掛けた。

#### マスコミ関係者
美山優子
演 -山東昭子
世界タイムズ記者。第1話、第4話、第24話に登場。
竹内六郎
演 -片岡五郎
東西新聞記者。第1話、第4話、第24話に登場。
片岡は後年の第260話「宝くじ」、第289話「殿下と少年」に犯人役で登場している。
北山圭介
演 -草薙幸二郎
東洋日報社会部デスク。第77話、第135話に登場。
藤堂とは事件記者時代からの旧知の仲で、事件解決のためマスコミの力を活用して藤堂に協力する。第135話では真犯人である箱根の人の陰謀に引っ掛かり、危うく殺人犯にされかかった。
草薙はこの後、第383話、第462話において別人役での出演を経て、第601話からは大和田署長役で再度セミレギュラー入りする。

## スタッフ
- 企画制作：日本テレビ（ノンクレジット）
- 製作：東宝株式会社
- プロデューサー（日本テレビ）：津田昭（第40話まで）[注 59]、岡田晋吉（全話、ただし第521話から第705話までクレジットなし）、清水欣也（第104話まで）、山口剛（第105話 - 第146話）、川口晴年（第147話 - 第216話・第275話 - 第291話）、中村良男（第217話 - 第274話）、酒井浩至（第292話 - 第416話）、服部比佐夫（第417話以降）
- プロデューサー（東宝）：梅浦洋一（全話）、梶山仗佑（第25・26話・第61話 - 第77話）、新野悟（第292話以降）
- 企画・原作：魔久平（共同ペンネーム）
- 原案：小川英
- 企画協力：ジャックプロダクション
- 編集：神島帰美
- 音楽：大野克夫
- 演奏：井上堯之バンド、フリーウェイズ、大野克夫バンド
- 選曲：小林和夫
- 音響効果：沢田一郎（沢田効果）
- 擬斗：宇仁貫三、金田治 [要出典]
- カースタント：三石千尋、セキトラ・カーアクション、マエダオートクラブ
- 現像：東洋現像所→IMAGICA
- 銃器類協力：MGCボンド・ショップ
- 衣裳協力：オンワード、紳士服の一色、ヂョンストン勝根、taka-Q、イトーヨーカドー
- 製作協力：国際放映、渡辺企画
- 予告ナレーター：小林恭治（ノンクレジット）[注 60]
- 脚本：小川英（503回）、長野洋（100回）、四十物光男（88回）、古内一成（75回）、尾西兼一（同）、柏原寛司（48回）、杉村のぼる（35回）、大川俊道（34回）、田波靖男（32回）、鴨井達比古（23回）ほか。総勢76名[12]。
- 監督：竹林進（163本）、山本迪夫（141本）、鈴木一平（81本）、木下亮（57本）、高瀬昌弘（53本）、児玉進（52本）、櫻井一孝（39本）、澤田幸弘（34本）、小澤啓一（27回）、斉藤光正（21本）ほか。総勢17名[12]。
- 演出部
  - 東宝テレビ部の竹林進、金谷稔を筆頭に、日活出身の澤田幸弘、小澤啓一、手銭弘喜らで開始。その後、東宝テレビ部の山本迪夫、児玉進、高瀬昌弘らに加え、東宝出身の木下亮、新東宝出身の土屋統吾郎、日活出身の斉藤光正らも参加。
  - 監督は意図的に東宝と日活出身者に依頼した[12]が、東宝の製作であるため、大半を東宝テレビ部の監督が務めた。映画斜陽期に映画監督として活躍の場が与えられず、テレビ監督に転じた者がほとんどだった。
  - 竹林の撮影スピードは早く、裕次郎が今どの場面を撮影しているかわからなくなるほどであった[13]。1983年に病気で倒れてから現場を外れたが、その後、体力が回復し、さよならパーティに参加していた。
  - 斉藤は特異な演出が特色である。署内で乱闘した「蒸発」や島を銃撃する「島刑事よ安らかに」がその典型。
  - 中期から後期に活躍した櫻井一孝や鈴木一平は、番組開始当時から本作A班で竹林の助監督を務め、その後監督に昇進した（とくに鈴木監督は竹林監督の病気降板後にメイン監督を引き継いだ）。また村田忍は本作B班の助監督だった。他の助監督OBには成田裕介、原隆仁らがいる。
- 撮影部
  - メインの撮影監督は、青春シリーズの安本英と、『東京バイパス指令』の田端金重が担当。動きの速い演出には田端技師が選ばれ、「ジーパン刑事登場」や「蒸発」を撮った。初期の撮影部チーフ助手だった内田清美は技師に昇進。
  - 撮影の遅れを取り戻すため、B班と呼ばれる別班が応援に入る。2班同時進行で、俳優らは多忙を極めた。A班主要スタッフ（撮影技師・助監督など）を混ぜて作品の出来が均一になるようにしていた。A班は主に竹林・山本監督など東宝出身または鈴木監督が、B班は澤田・小澤・斉藤監督など外部出身監督があたる場合が多い。B班制作は年に10本程度。

### 脚本陣
- メインライターは小川英。脚本直しの手腕が優れているため、若手脚本家にシナリオを発注することができたと岡田は述懐している[14]。初期にはシリーズ構成というシステムがなく、設定の統一には厳密さがなかった。それゆえに独創性のある秀作・異色作が世に出たが、作品全体では辻褄が合わない短所もあった。初期以降は脚本発注方式を採用することで、シリーズとして統一性を持った脚本を生み出していった[15]。小川が直しを行った場合のオープニング「脚本」クレジットの序列は、「技術的修正で60%以上」ないし「テーマ改変を含めた40%以上」の直しの場合は小川の名を先に、それ以外の場合は元の作者名を先に出すルールであった[16]。
- 長野洋は銃器類をテーマとした展開が得意で、第14話「そして拳銃に弾を込めた」第82話「最後の標的」第173話「一発で射殺せよ!」第288話「射殺」第415話「ドクター刑事登場」第583話「三人の未亡人」などを執筆。他にも石塚の代表作の第118話「信じあう仲間」第122話「信念にかけろ!」第200話「すべてを賭けて」第310話「再会」第525話「石塚刑事殉職」、追悼作の第617話「ゴリさん、見ていてください」、他にも重要エピソード（交代劇・記念作）も多数執筆[17]。また初期ドック編や西條の父親像も作り上げた[18]。
- 田波靖男も本作で多数執筆している。浜美枝扮する麻薬捜査官・村岡房江シリーズ[19]や警察犬シリーズ[20]、コミカル人情もの[21]といったジャンルで新人刑事の魅力を引き出す一方、野崎刑事主演のエピソードを精力的に手掛けている[22]。
- 初期から参加していた鴨井達比古は、中断を挟みながらも5年にわたり執筆。スナイパーもの第27話「殺し屋の詩」第233話「狙撃」、犯人グループが全く正体不明のまま終わる第48話「影への挑戦」、ジーパン刑事の怒りと力を描いた第57話「蒸発」第60話「新宿に朝は来るけれど」、診療拒否問題に挑んだ第186話「復讐」、スコッチ編のサスペンス第242話「すれ違った女」、山村夫妻の絆を描いた第179話「親と子の条件」第206話「刑事の妻が死んだ日」など。
- 市川森一は第20話「そして、愛は終った」第102話「愛が終わった朝」などを執筆。「行き当たりばったりな、破天荒な性格」の鮫島刑事（後述）を生み出し、後々まで継承された。
- 鎌田敏夫はマカロニ編の後期から参加。ジーパン刑事の登場編をはじめ代表的なエピソードを執筆し、柴田のキャラクターを構築[23]。また、自身の裕次郎への強い思い入れにより、藤堂主役編を数多く執筆している[24]。鎌田の脚本には、説得が通じない犯罪者が登場するケースも多く、犯人を射殺する結末が多い[25]。
- 第79話「鶴が飛んだ日」は視聴者の女子高校生がシナリオを送ってきて[26]採用された作品である[注 61]。制作サイドから投稿者へ名乗りを求める広告が出されたが、報酬は求めず匿名を通したいという主旨の返信があったのみで、原案者は不明のままである。本放送では番組の終わりに視聴者からの投稿を採用しましたとテロップが流れている[注 62]。
- 『暗闇仕留人』『俺たちの勲章』『いろはの"い"』など、陰鬱な作風で知られる播磨幸治は、ジーパン末期からボン・ロッキーの初期まで参加。担当作は9本[27]に留まったものの、レギュラーメンバーをバランスよく主役に起用したストーリーを展開。第104話「葬送曲」は、松田優作が最も気にいっているエピソードである[28]。
- 杉村のぼるはテキサス期の序盤より参入。杉村は月刊誌「シナリオ」で太陽のプロット募集に応募して入選。小川英の門下生として、実践形式でシナリオを学んでいた。担当作品は第163話「逆転」第195話「ある殺人」をはじめとする山村刑事編[29]やボン成長の系譜[30]、苦い結末の殿下編[31]。そして本作の根底に流れるテーマを表現した第255話「本日多忙」、最終作の第361話「殺人鬼」まで35本に及ぶ。
- 中村勝行は第184話「アリバイ」から参加。第192話「2・8・5・6・3」第268話「偶然」第275話「迷路」第296話「ミスプリント」などのトリック犯罪ものから、第216話「テキサスは死なず!」第315話「ライバル」第365話「その一瞬‥‥!」第408話「スコッチ誘拐」といったアクション路線も担当。
- 1970年代後期からは尾西兼一・金子成人・古内一成らシナリオ公募に応募してデビューした新人作家が参加[12]。硬派・峯尾基三・柏原寛司らのゲスト作も増えていく。
- 1981年には土屋斗紀雄がデビューし、「引き金に指はかけない」を執筆。同年大川俊道もデビューし、後のカワセミ時代に繋がっていく。
- 金子裕は井川のキャラクター造型を担う[32]。
- 亜搶文代・塩田千種など女流作家も後期に多く参加した。テレビアニメ『ドラえもん』のドラえもん役で知られる俳優・声優の大山のぶ代も脚本家として参加[12]し、第189話「人形の部屋」など5本を執筆した。また、第452話「山さんがボスを撃つ!?」は当時18歳の女性による作品である。
- 君塚良一も参加[12]。
- 小川英が監修するようになって設定ミスが減り、全体の構成はまとまったが際立った作品や独創性は乏しくなった。さらに小川規則に反発し、多くの作家が番組から離れてしまう弊害もあった。一方、小川英は私塾「英（はなぶさ）塾」を主宰し、若手の育成に努め、本番組が新人作家の登竜門として位置付けされていった。後期に活躍した蔵元三四郎（第665話「殉職刑事たちよ、やすらかに」など執筆）も塾生の一人。
- 竹本・春日部の登場から若手作家の力量が発揮され、第482話「ラッサ熱」（土屋）、第535話「ボギーのいちばん長い日」第551話「すご腕ボギー」（大川・小川）を執筆。古内はジプシー編・ボギー編の多くや、ドック編三部作の第432話「スリ学入門」第459話「サギ師入門」第670話「ドック潜入!泥棒株式会社」を共同執筆し、若手刑事の活躍を描いた。
- ブルース（澤村誠）登場から大川がアクション作第565話「正義に拳銃を向けた男」第622話「ブルースの賞金稼ぎ」第643話「走れブルース」などを執筆。古内も第578話「一係皆殺し!」第579話「鳩の舞う街」第592話「空白0.5秒」などを執筆。
- 1980年代は大川・尾西・古内ラインがメイン脚本陣として番組を支え、最終回は峯尾が執筆した。

## 制作

### 太陽にほえろ! 誕生まで
本作誕生前、それまでの日本の刑事ドラマは『七人の刑事』（TBSテレビ）や『特別機動捜査隊』（NETテレビ（現・テレビ朝日））などが主流の、大人向きで渋いイメージが強かった。他にも『ザ・ガードマン』や『キイハンター』（共にTBSテレビ）などがあったが、前者は民間企業たる警備会社、後者は警察とは言えど派手なアクションを駆使した全く架空の特殊チームで、若年層向けとしては桜木健一主演『刑事くん』（TBSテレビ）ぐらいしかなかった。それまでの「刑事物」は「事件物」と呼ばれて、親が子供に見せたくないドラマの一つだった。
そうした中、本作の企画は1970年に始まった。日本テレビプロデューサーの岡田晋吉は本作の前に『東京バイパス指令』を制作したが、主役の俳優が2人しかいなかったことや、特命刑事という特殊な刑事にしたことから、ストーリー作りや撮影スケジュールが困難となり、1年3か月しか続かなかった。岡田は当時TBSテレビが放送していた『ザ・ガードマン』や『キイハンター』『時間ですよ』『ありがとう』のように長期的に続けられる番組を作りたいと考え、それらの番組を分析した。その結果、ジャンルは「集団アクション」が最適であると考え、また『東京バイパス指令』での経験から設定はオーソドックスなものにしたほうがストーリーが豊富になり長続きさせることができるとの結論に至った。これに、物語に厚みを出すため黒澤明の『野良犬』にも影響を与えたセミ・ドキュメンタリー形式の刑事物の古典映画である『裸の町』をモデルとして、リアルな犯罪捜査を描くことを加えて、当初の企画は立てられた。岡田は1970年には刑事ドラマが1つしか放送されていなかったこともチャンスだと捉えていた。さらに、岡田は当時流行していたアメリカの刑事映画（『ブリット』（1968年）、『ダーティハリー』（1971年）など）の要素も取り入れ、刑事のキャラクターを全面に押し出すことを主にし、犯罪者側の描写を控えることにした。こうして刑事の視点で描くことで、より視聴者の共感を得られると岡田は考えた。
初期企画書の題名は「明日に燃えろ!」で、裕次郎扮する「藤堂英介」と萩原健一扮する「風間健一」の活躍を描くドラマとして1972年4月に企画された。しかし岡田は本作以前に「青春ドラマ」を制作してきたことから、そのノウハウを活かして、新人刑事の成長物語を主軸に描くことを決めた。当初の性格設定は生真面目で規則一辺倒な若者だったが、メインライターの小川英はもっと今風な若者にしようと提案した。
1972年当時の世相として高度成長・公害・蒸発が新聞紙面を賑わし、学生運動で学内は荒れ、内ゲバ（暴行事件）が頻発。街ではアングラやヒッピーが流行り、新しい価値観や文化が話題となった。海外ではベトナム戦争が交戦中で、少年誌で『あしたのジョー』が大ヒットしていた時節だった。これらの社会現象や風俗を作品の要素に取り入れた。また2月にあさま山荘事件で連合赤軍と機動隊の死闘がテレビ中継され、実際に隊員が殉職するなど、警察がヒーローとして注目される風潮が出てきた。そのような中、岡田は本作で「犯罪者に対しても優しさをもった刑事」やこれまでの刑事ドラマの暗さを払拭する「人間愛」を中心に描いてみたいと考え、「命の大切さ」をテーマにすることにした。
一方で岡田は成長物語では視聴者が若者に限られ、1年以上続けるのは困難だと感じていた。そのため会社からの要求を受け入れ「ホームドラマ」の要素も入れることにし、あらゆる年齢層の視聴者から受け入れられるようにした。
テーマが決まったのち、作品の詳細を決めていくにあたり、岡田は2つのルールを定めた。1つはこれまでのドラマが夜中に倉庫街や飲み屋街で犯人逮捕が行われていたのに対して、本作では昼間に一般の人が出入りするような場所で犯罪が行われ、犯人逮捕が行われるようにした点である。もう一つは性犯罪を描かないようにした点である。2点目のルールを設けたのは番組を見た視聴者が真似をしたり、ヒントにして犯罪を犯すことを危惧したほか、岡田の「家族と一緒に見ることができない番組は作ってはいけない」という主義に基づくものである。
本作は1972年10月の開始予定であったが、日本プロレス内部の諸問題で1972年3月をもって契約更改をしなかった『日本プロレス中継』の後番組が必要になり、20時台の「刑事もの」はヒットしないジンクスがあったなか、ヒットを確信していた岡田は同枠で放送できるよう企画を提出することにした。同枠には既に時代劇の企画が提出されており、会社幹部は時代劇のほうを採用する考えでいたが、同枠スポンサーの三菱電機が現代劇を望んでいることを知った岡田はルールを破って直接スポンサーに企画を持ち込んだ。これに対して岡田の上司である局長の津田昭は内容で判断した結果、岡田の企画を上司に推挙した。
こうして企画の通った本作を岡田は最低でも5年は継続する作品にしたいと考えた。毎週放送するため年間52回分が必要になるが、1つの制作体制では年間40回分しか作成できないことから、もうひとつ撮影班を編成する必要があった。2つの班で同時並行で撮影し、かつ脚本家を複数揃えることでスケジュールをこなすことになった。
主役はザ・テンプターズのメンバーとして人気を博し、映画『約束』で注目された萩原健一に決定した。当初は主人公・早見淳は皆から「坊や」と呼ばれる予定だったが、萩原は反発した。早見は萩原自身ではなく劇中の人物であることを説明しても受け入れず、岡田らは困惑したが、衣装合わせのときに萩原がノーネクタイで三つ揃いの背広という当時流行していたマカロニウエスタンに登場するような衣装を選んだことから「マカロニ」のニックネームに決まった。また早見は刑事役としては異例の長髪で各方面から大量の苦言が寄せられたが、岡田と萩原は意に介さなかった。こうしてファッショナブルな衣装の「NOWな若者」を主人公となり、警察という組織にありながらも、反体制的で自己主張するキャラクターになった。主人公が潜入捜査官では目立った活動もできず、拳銃携帯もできなかったことから、拳銃を携帯できる私服刑事と設定した。
銀幕のスター・石原裕次郎はテレビという媒体への出演に懐疑的だったが、自身が経営する石原プロモーションの台所事情もあり、1クール契約で出演を承諾する。また出演を決めたのは、まき子夫人が「裕さんと同年代の人は今頃皆、家庭を持ち、父親になっているころだよね。今回の役が息子を待つ父親みたいな役どころっていうのは裕さんにとっていいと思う」と夫に出演を勧めたからとも言われている。
野崎役には『東京バイパス指令』のレギュラーだった藤木悠を考えていたが、藤木が東映製作のドラマと契約書に印鑑を押した一か月後に太陽にほえろ!の打診があり、藤木は生涯に渡って後悔したという。その後、何人かの俳優のテストを経て下川辰平に決まった。
他にも大映倒産後に東宝入りした関根恵子や、東宝所属の竜雷太などのキャストが集められた。
こうして第1話のクランクインを迎えることになったが、萩原とは出演を前提に打ち合わせをしてきたにもかかわらず、第1話の台本の内容をみて、出演に難色を示し、前日になっても萩原からは出演の返事をもらえなかった。困惑した岡田は監督である竹林進に対して、萩原に会うように伝え、竹林は萩原に「徹底的に走る姿を撮る」ことで説得した結果、萩原は撮影現場に現れた。

### 命名
「七曲署」の命名は番組スタッフ大曲暎一から由来した。他に乙女署・花園署の案があった。矢追町は日本テレビの矢追純一ディレクターから命名したという説（長野洋は自らがつけたと発言していた）と、新宿区に実在する区域「矢来町（やらいちょう）」の「来る」を「追う」に掛けたのではないかという説もある。また原作者・企画者として使用していた岡田・梅浦・小川の共同ペンネーム・魔久平（ま・くべい）はエド・マクベインに由来している。

### 階級の設定について
日本の警察官を参照。
劇中において、レギュラーメンバーは全員「刑事」として表現されており、警察官としての階級については具体的な描写がほとんどない。また、以下のような設定の混乱がある。
藤堂俊介（ボス）
後年の資料には警部補と記されているが、劇中のセリフ、関連書籍の記述などから警部ではないかと思われる理由がいくつか存在する。ただし、現実では所轄署係長の階級は基本的に警部補である。
山村精一（山さん）
一般的には藤堂と同じく警部補とする説明がほとんどで、裏付けとなるセリフ、劇中でも「山村警部補」と記載された新聞記事も登場するが、劇中降格処分を受けたエピソードがいくつか存在するにもかかわらず、再昇格したことを示す描写が全くないまま警部補に戻っているケースがほとんどである。
一部に警部から降格して警部補、という説明もあるが、この場合は上司である藤堂との整合性がとれない。
石塚誠（ゴリさん）
石塚は昇進試験を申請するエピソード（第83話「午前10時爆破予定」第190話「パズル」）があるが、捜査のために止むを得ず棄権、「万年ヒラ巡査」として描かれていた。第253話「生きがい」では警部補昇進試験を受験することになっているため、巡査部長に昇進しているのだが、劇中でそれに関するエピソードは存在していない。
滝隆一（スコッチ）
第221話「刑事失格!?」のラストシーンでの滝自筆の始末書に警部補と書かれている。しかし、滝が警部補では石塚や島ら目上の刑事の階級が巡査であることとの整合性がとれない。
ただし、滝については岡田晋吉プロデューサーが警部補説の誤りを認めており、正しくは巡査であることが唯一明らかになっている。
これらの混乱については、岡田が自著やDVD-BOXの解説書で警察組織を熟知していなかったことや、確認ミスの存在を語っている。

### BGM
テーマ音楽は元スパイダースの大野克夫の作曲で、演奏は大野も参加した井上堯之バンドであるが、初期は井上バンドの前身であり、萩原健一もヴォーカリストとして参加していたPYGである。プロデューサーの岡田に対して大野を起用するように進言したのは、萩原である。井上バンド解散後は、フリーウェイズを経て、大野が率いる大野克夫バンドに受け継がれた。五代が退職する475話まではオープニングでの演奏のクレジットは井上堯之バンド（既にこの時期には解散していた）のみだったが、竹本が登場する476話からは大野克夫バンドと井上堯之バンドの併記に変更された。
1972年6月23日に行われた第1回録音分のセッションでは、その後俳優として活動した岸部一徳（当時・岸部修三）がベースギターを担当、この後テキサス刑事登場までの音楽は岸部がベースを弾いている。ドラムスを担当したのは原田裕臣、サックスとフルートは市原宏祐。この最初のレコーディングセッションでは演奏メンバーの人数が足りず、岡田晋吉プロデューサーの上司で、初期のチーフプロデューサーでもある津田昭がマリンバとビブラフォンの演奏で参加している。
番組開始に伴い、大野が番組側に持ち込んだ主題歌候補は3曲だった。1曲はメインテーマとして使用されたが、残り2つの候補曲は、萩原のシーンに使われる劇中曲となった「マカロニ刑事のテーマ」と「追跡のテーマ」である。
なお初期は音源が少ないため、青春シリーズや『東京バイパス指令』から流用していた。他にも国際放映制作の他局のドラマからも相互にBGMやブリッジを流用していた。1985年以降は、1984年12月に放送された2時間ドラマ『ロス市警アジア特捜隊』のために大野が作曲した劇中音楽が多数流用された。
BGMには「○○刑事のテーマ」と題されたものが多数あるが、その第1号は1976年に発表された「スコッチ刑事のテーマ」である。翌年、「ロッキー刑事のテーマ」リリース後に発表されたアルバムにおいて、既に商品化されていた一部の楽曲が下記の通り改題された。
- 「行動のテーマ」　→　「マカロニ刑事のテーマ」
- 「青春のテーマM1」　→　「ジーパン刑事のテーマ」
- 「青春のテーマM2」　→　「ジーパン刑事青春のテーマ」
- 「情熱のテーマM1」　→　「テキサス刑事のテーマ」
- 「情熱のテーマM2」　→　「テキサス刑事情熱のテーマ」
- 「冒険のテーマM1」　→　「ボンボン刑事のテーマ」
- 「冒険のテーマM2」　→　「ボンボン刑事冒険のテーマ」

1978年には他のメインキャスト（ボス、長さん、山さん、ゴリさん、殿下）のテーマ曲も新たに作られた。スコッチ以降に登場した新人刑事たちのテーマ曲は本編での初登場に合わせてシングル盤で発売されたため、A面・B面の分を合わせて2-3曲のバリエーションがあることが多い。

#### 挿入歌
1. 「ブルージンの子守唄」 歌：萩原健一 第1話で使われた。
2. 「風よ」 歌：小野寺昭 第150話で使われた[注 74]。
3. 「白いページ」 歌：小野寺昭 第165話（ノンクレジット）。
4. 「ひとり立ち」 歌：勝野洋 第208話、第216話で使われた。
5. 「夕焼けの街」 歌：宮内淳 第303話で使われた。
6. 「サミー・ボウ」 歌：石原裕次郎 第331話。事件解決後の署屋上で、藤堂がギター弾き語り。
7. 「都会の潮騒」 歌：木之元亮 第407話で使われた。
8. 「思い出のキーラルゴ」 歌：神田正輝 第652話で使われた。

またノンクレジットで、大野克夫のオリジナル作曲作品でもないが、第129話の劇中で藤堂（石原裕次郎）が無伴奏で「もずが枯木で」を歌った。
同じくノンクレジットで、第46話には、マカロニが仕掛けて行った盗聴器をマイク代りに、藤堂が自宅で「夜霧のブルース」を無伴奏で歌う場面がある。

### 協力会社
- 衣装はオンワード、一色、TAKA-Q、ベストハウス、イトーヨーカ堂などが協力していたが、俳優が自分の好みで選んでくる場合も多かった。スタイリストは一貫して京都衣裳（現・東宝コスチューム）の檜山勇が担当。ステージガン協力は放映開始直後からMGC（モデルガンコーポレーション）、MGCボンドショップ（初期の劇中、家宅捜査のシーンで同ショップのポスターが確認できる回あり）、一部コクサイ（国際産業）、東京CMCの製品をステージガンにした物を使用。
- 電気製品は、初回から番組スポンサーである三菱電機の製品を使用していた。劇中に登場するテレビやステレオ（ダイヤトーン）、カーラジオなどでスリーダイヤのマークが確認できる。マイコンこと水木悠は、同社のパソコン「MULTI16」を使用。

### 車両（劇用車）
- 番組開始当初は鈴木自動車工業（現・スズキ）が番組スポンサーに入っていたが、冠スポンサーの三菱電機とは異なり劇中の小道具としての供給はほとんどなく、マカロニ刑事の愛車ジムニー[2]や、若者の乗るオートバイ程度にとどまっていた。それ以外の車両（パトロールカーなど）には、東宝所有の汎用劇用車が主に使用され、捜査車両や犯人・容疑者の車両として頻繁に使われていた。
- スズキがスポンサーを降りてからのレギュラー捜査車両は主にトヨタ車になった[注 75]。刑事が乗る車はクラウン[2][64]、セリカの2車種の新車を基本軸とし、エキストラ・レギュラーとしてスプリンター[2]とコロナ[2]またはカリーナを撮影時期やストーリー上で必要となる車両台数によって加え、3-4台体制を基本としていた。
- 1980年代に入ってからレギュラー車種が多様化し、クレスタを皮切りにチェイサー、ソアラ、カムリ、ビスタ、スープラなどを覆面車として起用していた。なかにはスターレットやターセルなど、およそ捜査車両とは思えない車種をレギュラー刑事が使用するケースもあった。
- ストーリー上で車両を多く必要とするシーン（検問や緊急配備など）では、同じ東宝の他作品のために用意されていたものや国際放映などが所有していた劇用車がパトカー、一般車を問わず借り出されることが多かった。トヨタ以外の車両も多く見受けられるのはそのためである。例えば、撮影所が同じ『華麗なる刑事』のランサーセレステ、ギャランが本作で流用され、逆に『華麗なる刑事』でも本作の小道具やセットが多く流用された。また、1980年代以降にレギュラー登用された制服パトカー（セドリック、グロリア、スカイライン）は国際放映所有の劇用車で、オープニング映像の背景に映っていたパトカーはユニオン映画所有の劇用車を『熱中時代・刑事編』や『キッド』などの撮影の合間に借りたものである。
- プロのカースタントチームがカーアクションを正式に担当するようになったのは、ボンボン刑事が登場した頃からである。当初はセキトラ・カーアクションが単独で行っていたが、レギュラー捜査車両が緊急車両として赤色灯を点けてサイレンを鳴らし始めた頃からカーチェイス、カースタント・シーンが増加したため、厳しい撮影スケジュールに対応できるよう、マエダオートクラブ（その後、カースタントTAKAに改名）も参加して2社体制となった。その後、カースタントのスタイルが定着し、撮影スケジュールが円滑になってきた1980年頃から、カーアクション担当はマエダオートクラブ単独となり、覆面車（レギュラー、エキストラ、スポット含む）もトヨタ車に統一された（一時期、『大都会』や『西部警察』の三石千尋も参加していた）。

### ステージガン
ステージガン（劇中に登場する小道具銃）は、番組放映期間が長かったため、様々なバージョンのものが存在した。放映期間中の1977年に銃刀法が改正されたため、モデルガンのみならずステージガンも法改正の影響を受けている。ごく初期のステージガンは電着銃を主に使用。リボルバー型、オート型、ライフル型を使用している。また、放送初期には、所持許可が必要な鋲打ち銃や実銃のライフルを小道具として使用し、スタッフが警察より厳重注意を受けたことがある。該当話は全て再放送自粛の措置がとられ、DVD-BOXからも除外され欠番となっている。

### 撮影場所
- 番組の収録は世田谷区砧にある国際放映（旧・新東宝）で行われた。ここの7番ステージにパーマネントセットが組まれ、月に二回（隔週金曜日）レギュラーキャストが集まって刑事部屋などのシーンが収録された。基本的に同じ監督で二本同時収録し、実撮影日数は約14日。本パーマネントセットは、PART2終了後、『胸キュン刑事』(テレビ朝日制作)の原宿音羽署捜査課として流用された。
- 七曲署庁舎は、最初期は渋谷区神南の旧渋谷区役所を使用した。後に正面は世田谷区上用賀の海上自衛隊上用賀基地の東京音楽隊の施設を使用[66]。ただし、屋上のない三階建なので屋根が写らないように撮影していた。1995年（平成7年）に建て替えられ外観は変わった[66]。屋上のシーンは北新宿で撮影。
- 病院のシーンには撮影所近くの大蔵病院、埼玉県の新座志木中央総合病院が多く使われた。
- 撮影場所は舞台の中心である新宿付近[66]の他、東宝撮影所と国際放映が所在する世田谷区近辺が多用されている。オープニングやスチールで使用された公園は新宿中央公園[66]の他、世田谷区の砧公園、希望丘公園、駒沢公園、世田谷公園があり、噴水などの施設設備により場所が特定できるカットも多く存在する。病院も世田谷区船橋や経堂の実在の施設が実名のまま作中に登場することもあった。こうした事情から新宿のビル街から犯人を走って追いかけ、世田谷付近のシーンに繋がるというようなことも多々存在している[注 76]。また、廃工場やカーチェイスの場面では他県での撮影も多用されている。
- 殉職した刑事の殉職場所は以下の通り。
  - 早見 - 刺殺。新宿野村ビル建築予定地[注 77]…第52話「13日金曜日マカロニ死す[注 78]」（1973年7月13日放送）
  - 柴田 - 射殺。練馬区中村橋の廃工場[注 79][注 80]…第111話「ジーパン・シンコその愛と死」（1974年8月30日放送）
  - 三上 - 射殺。立川市・米軍立川基地跡地倉庫…第216話「テキサスは死なず!」（1976年9月3日放送）
  - 田口 - 射殺。厚木市→愛川町・内陸工業団地…第363話「13日金曜日ボン最期の日[注 81]」（1979年7月13日放送）
  - 島 - 交通事故死。小田原市内の旧国道135号（現：神奈川県道740号小田原湯河原線）石橋山古戦場付近の高台で…第414話「島刑事よ、永遠に」（1980年7月11日放送）
  - 滝 - 病死。世田谷区・砧公園で喀血後、病院で…第493話「スコッチよ静かに眠れ」（1982年1月29日放送）
  - 岩城 - 射殺。ロッキー山脈・ウィスラー山…第519話「岩城刑事ロッキーにて殉職」（1982年8月20日放送）
  - 石塚 - 射殺。工事現場にて被弾後、新宿区の新宿副都心[注 82]を走行中の救急車内にて…第525話「石塚刑事殉職」（1982年10月1日放送）
  - 春日部 - 刺殺。新宿区・花園神社…第597話「戦士よさらばボギー最後の日」（1984年4月6日放送）
  - 竹本 - 射殺。ビルのエレベーター（首都高・浜崎橋JCT付近）…第658話「ラガーよ、俺たちはおまえがなぜ死んだか知っている」（1985年8月2日放送）
  - 山村 - 射殺。西新宿、新宿中央公園東口付近・角筈橋…第691話「さらば!山村刑事」（1986年4月11日放送）

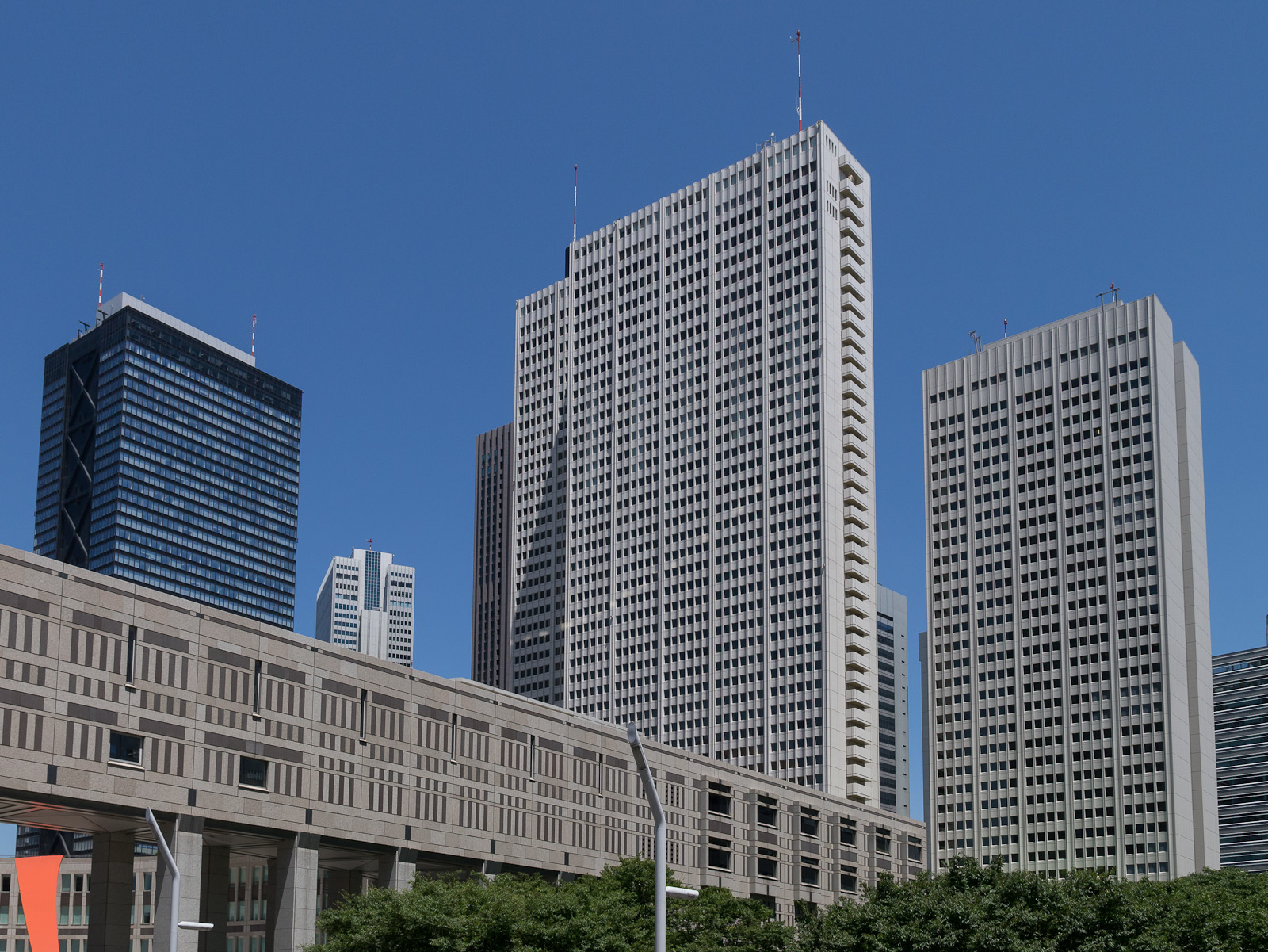
オープニングでボスが歩く場面は京王プラザホテルで撮影された
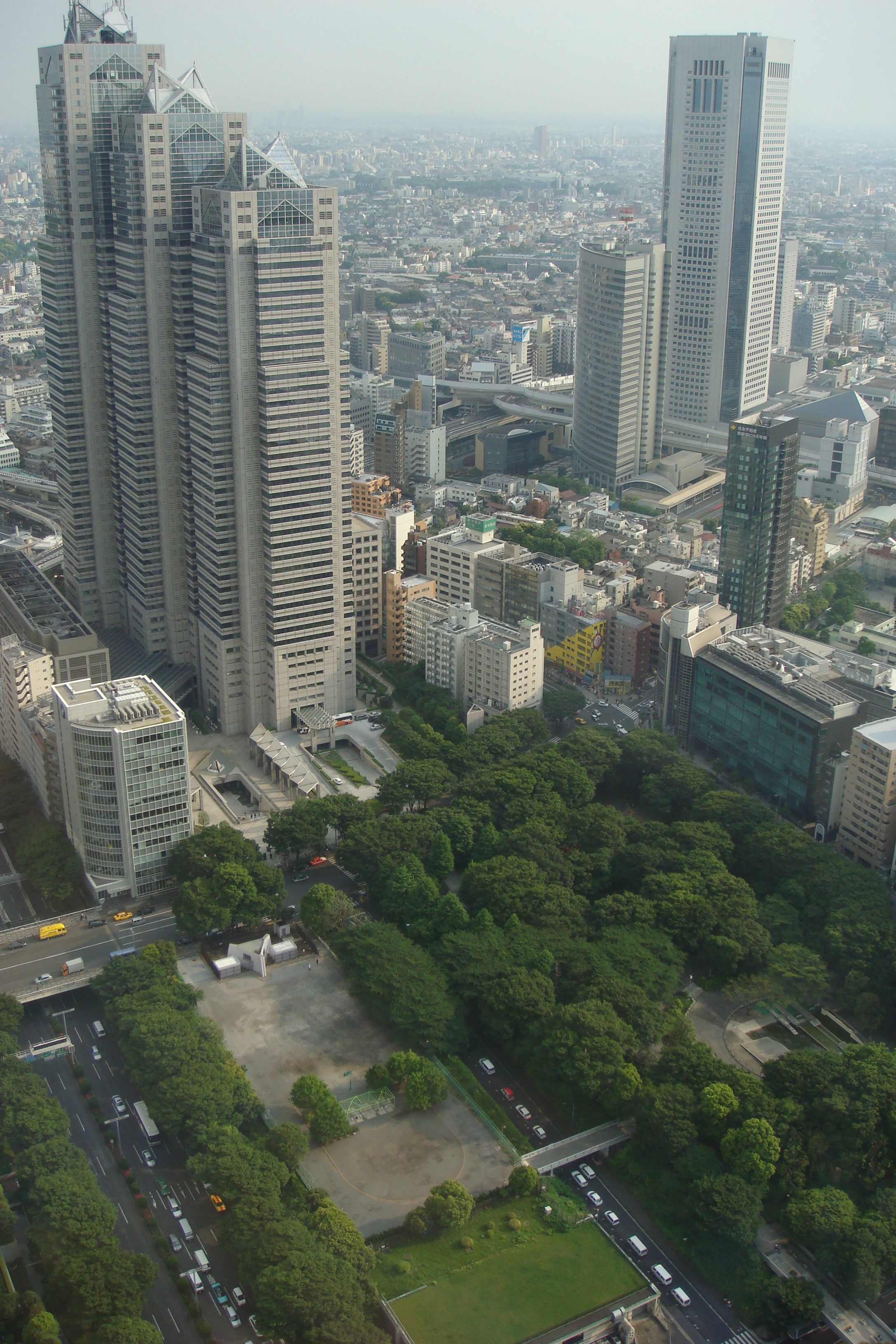
マカロニ登場や山さん殉職の場となった新宿中央公園

### キャスティング
本作では新人がレギュラー出演する前に演技のテストを兼ねてカメオ出演している。
- 松田優作 - 第35話「愛するものの叫び」で障害者施設の職員役。
- 勝野洋 - 第89話「地獄の再会」で若手刑事青木役。
- 宮内淳 - 第148話「友情」で柔道部員役。
- 木之元亮 - 第245話「刑事犬対ギャング犬」で警察犬の調教師役。
- 山下真司 - 第324話「愛よさらば」で青年作業員役、341話「同期生」で若手刑事役。
- 渡辺徹 - 第460話「スニーカーよ、どこへゆく」で聞き込まれる会社員役。
- 又野誠治 - 第541話「からくり」で聞き込まれる麻雀屋の客役。

こうした新人よりもゲストの俳優の方が経験豊富であったりした場合はゲストに主導権を奪われる可能性があることを懸念して、プロデューサーの岡田はゲストに対して、主役である新人刑事を立てるよう神経を使ったが、その中でも水谷豊や剛達人は上手く振る舞ってくれたと自著にて感謝を述べている。
なおテスト出演ではないが、沖雅也も第10話「ハマッ子刑事の心意気」に若手刑事役でゲスト出演していた。また地井武男も第19話で犯人役を演じた。
本作が初出演となる俳優もおり、たとえば第84話「人質」は中村雅俊のテレビ初出演作品である。また第623話は交通課の婦警で水木悠のガールフレンドとして登場した沢口靖子のテレビドラマデビュー作である。
これ以外にも、落語家になる前の立川志の輔がエキストラのバーテンダー役で出演したほか、第196話「言葉の波紋」では、自動車整備工役で出演している。また、井上倫宏のように声優としても活動する者が出演した例もあった。

## 放送リスト

### 第1話から111話
第1話で七曲署捜査一係に初代新人刑事の早見（マカロニ）が着任する。一係は係長の藤堂（ボス）以下、山村（山さん）・石塚（ゴリさん）・島（殿下）・野崎（長さん）というメンバーで、第38話より少年課から内田（シンコ）も加入する。第1話の犯人役には、当時若手実力派俳優として頭角を現してきた水谷豊が出演。山東昭子も新聞記者役としてセミレギュラーだった。
第1話の視聴率は20%を超えたが、第2話は1話より下回った。このような結果になったのは、石原裕次郎にとって初めてのテレビドラマ出演であり、第1話は多くの人に視聴されたが、ドラマがかつて石原が主演を務めた映画とはかけ離れていたため、それを期待した人が離れたためではないかと当時のプロデューサーの岡田は自著にて語っている。しかし今までの「刑事もの」ドラマのファンとは異なる人々が視聴するようになった結果、第8話で再度視聴率20%を超えた。
なお裕次郎は本作が1クール、13本程度で終了すると思っていたとされる。その理由に関して岡田は、映画で主演を務める裕次郎は1本の作品で20日間ほど撮影所に通い詰めるが、本作では1日の出演で2本分の作品が完成するため、これでは主役を果たすことができないと不安に思ったのではないかと語っている。実際に最初の撮影で16ミリフィルムのカメラを見た裕次郎は、「そんな小さいカメラで俺が撮れるのか」と馬鹿にするように言い放ったという。一方で岡田は本作を5年以上は続けるつもりでいた上、会社やスポンサーには1年は続けると伝えていたため、裕次郎の自宅へ行き、続投するよう翻意を促した。この際裕次郎の妻も継続するよう説得し、加えて竜雷太も朝まで飲み明かして継続を説得した。
その後も浜美枝、沖雅也、藤竜也、近藤正臣、宍戸錠などゲストが多数出演。特に沢田研二がゲスト出演した第20話「そして愛は終った」は、萩原と沢田のGSスターの共演で話題となり、当時のスタッフの証言によれば撮影所にファンが殺到したと伝えられる。
こうして新人刑事の成長ドラマとして放送していくなか、回を重ねるごとに新人刑事としての初めての経験が次第になくなっていき、新人としての居場所がなくなっていった。また当初は前衛的かつ反体制的なストーリーも多かったものの、萩原が「リアルな犯罪を描くというのなら、性犯罪を取り上げないのはおかしい」と番組の方向性に疑問を投げかけたのに対して、制作サイドは金曜8時という放送時間や、それでなくても「内容が過激」という批判が多かったことから、萩原の提案を拒絶した。また萩原が道端で唾を吐くと、その場面が大切なものでも公衆道徳の観点から、試写の段階でカットしていた。こうした理由によって萩原は降板を申し出ることになったが、岡田らは番組継続中に主役が降板するのは前代未聞であり、当初は降板を拒否していたが、萩原から劇中で殉職する提案が出された。このアイデアに対して岡田は師匠である千葉泰樹の「『忠臣蔵』を研究しなさい」とかつて言われたことを踏まえて、最も輝き愛されている時に理不尽に殺されれば、萩原演じるマカロニの人気は最大限のものとなると考えた。これに対して新聞や雑誌のテレビ担当記者は面白がり、いっそのこと葬式をやったらどうかと提案があった。そこで岡田らは視聴者に呼び掛けて殉職劇の試写会を中心にした葬式を行ったところ、ファンからは鳴き声や号泣、悲鳴が上がるほどで、そのテンションの高さにスタッフももらい泣きするほどだった。この殉職劇の成功によって、時代が変わり、視聴者の趣向が変わっても、それにあわせて刑事を入れ替えることでマンネリに陥らずに作品を作り続けることができたと岡田は自著にて語っている。なお萩原は自ら殉職という形で降板を希望したが「人が死ぬ間際には、どんなことを思ったり言ったりするのだろうか?」と悩み、下川辰平に相談。下川は「戦争中の特攻隊員が故郷のお母さんのことを思い叫びながら、敵機に突っ込んで行った」と語り、そのアドバイスをもとに早見の最期のセリフが決まった。
萩原が退場するまでの1年間、平均視聴率は第1クール17.6%、第2クール16.0%、第3クール18.1%、第4クール18.7%であった（ビデオリサーチ関東地区調べ）。
萩原の降板の申し出から岡田は、自身の作品『飛び出せ!青春』の主役・村野武範より、文学座研究生にいる面白い男として松田優作を紹介された。岡田は文学座の稽古場に行き、松田の真剣さと度胸のよい演技に目をつけて2代目新人刑事にキャスティングすることに決めた。本作では新人刑事を加入させる場合は事前に端役でテスト出演させることにしており、松田は35話「愛するものの叫び」で身体障害者施設の職員役で登場した。そこでの早見とのやり取りでの迫真の演技に編集スタッフの神島帰美が「すごい俳優がいる」と岡田に知らせに来たことで、岡田は松田の起用は成功すると確信した。松田は裕次郎が「俺が見上げてセリフを言わなければならない共演者は初めてだ」と言わせるほどの日本人離れした体格であり、衣装は横浜の中華街まで行き、外国人向けのジーンズを用意し、靴も特注で誂えた。このため松田の衣装はいつもジーンズとなり、あだ名も「ジーパン」となった。
こうして早見の犬死にという衝撃的な展開が話題になった後、2代目新人刑事の柴田純（ジーパン）が着任してドラマは新たなスタートを切った。松田の野性的な風貌と長身をフルに生かしたアクションで、第61話「別れは白いハンカチで」から常時20%超えの視聴率（ビデオリサーチ関東地区調べ）を記録する大人気番組に成長。柴田だけでなく個性的な先輩刑事たちの活躍回も話題を集め、第87話「島刑事、その恋人の死」で28.4%を記録。第94話「裏切り」では30.7％を記録した。岡田は第72話「海を撃て!!ジーパン」において、松田が自身の長い手足の魅力を活かして、犯人のボートを追って突堤を走る姿が芸術の域に達していたと評している。そして第111話「ジーパン・シンコその愛と死」で柴田は殉職することになるが、撮影時、普段の松田は冗談を言うなどして周囲を笑わせていたが、殉職場面においては表情は怖く、ほとんど口を利かなくなるほどだった。死に向かう際の最後の台詞は松田に任せることになった。この際松田は「人間の生と死」とは何かを考え、「人間が死を前にすると、見栄を張り、カッコよく見せて、死を受け入れるのではなく、貪欲に、無様に、生を求め、死にたくないと考えるのではないだろうか」と考え、殉職シーンを作り上げた。

### 第112話から216話
長髪ジーパンの柴田の活躍で視聴率が30%を超える一方で「あんな髪の長い刑事はいない」「子どもが真似すると困る」などの苦情が寄せられるようになり、松田との出演契約が1年であったこともあり、岡田は柴田の後釜として、劇団の研究生やレコード会社、プロダクションの新人などと面接を重ねていった。面接に来るものは柴田の恰好を真似した者ばかりであったなか、劇団雲の研究生だった勝野洋と出会ったことで、岡田は勝野のスポーツ刈りにした清潔感に加えて誠実そうな雰囲気を気に入り、ほかのスタッフも3代目新人刑事としてキャスティングすることに賛成した。役名は勝野を岡田に紹介した劇団雲のマネージャー・田上の「上」と3人目の「ジュン」（1代目が早見淳、2代目が柴田純）の意味で三上順に、あだ名はテキサスとなった。
勝野のテスト出演は第89話「地獄の再開」で、5分ほどの出演で撃たれて殺される役であったが、倒れる際に普通はけがを恐れて膝から崩れ落ちたり、手をついてから倒れたりするところ、立ったまま硬直したように倒れた。岡田らが心配する中、勝野は「柔道をやっているから大丈夫」と語り、これを受け、岡田らはスポーツで鍛えられた肉体と集中力を活かそうと考えた。
こうして3代目新人刑事として配属された三上（テキサス）は、番組の人気が上がったために児童層への影響を考えてこれまでの早見や柴田のような破天荒で型破りな刑事ではなく、短髪で生真面目なスポーツマン刑事として設定された。初めての犯人逮捕場面では、それまでの殴り合いを中心にしたアクションから、投げ技を中心にしたアクションに切り替えたが、監督からは「投げ技があまりにも早過ぎる上に小さ過ぎて、絵にならない」と苦情を言われ、テレビ向けにゆっくり大きく投げるよう見せ方を工夫した。結果、三上の人気は急騰し、当初は従来どおり1年目での殉職が予定されていたがあまりの人気のため延期され、交代劇がままならないまま、宮内淳演じる4代目新人刑事の田口良（ボン）が欠員補充という形で第168話より配属された。なお本作において岡田は「ジュン」という響きが外国人のような響きがあり、いかにも若者らしいという点から、繰り返し使用していたが、3代目である三上「順」が存命していたため、4代目新人刑事である田口にはキャラクター名に「ジュン」の命名ができなかった。そこで田口役の宮内に芸名として「ジュン」が命名された。以降の新人刑事は「ジュン」と付かないものもいるが、なるべく一文字にすることに岡田はこだわった。
このころは高視聴率が安定し、新人刑事の成長物語から刑事らの群像劇へと番組の姿勢がシフトしていったほか、ストーリーもそれまでの若者の葛藤や青春を描いた話だけではなく、家族問題やコメディものまで娯楽性が強まった。これによって一係の扱う事件も本来の殺人・放火事件などの強行犯専従から知能犯、暴力犯や防犯課（当時）案件の銃器や薬物なども扱う総合的なものにシフトした。
第216話「テキサスは死なず!」の視聴率は42.5%を記録した（ニールセン・カンパニー合同会社調べ）。

### 第217話から335話
三上の殉職後には沖雅也演じる滝隆一（スコッチ）が、それまでの新人刑事とは異なり中堅の刑事として第217話「スコッチ刑事登場!」で配属される。岡田は沖の起用に関して、当時1係のチームワークは抜群であり、メンバー同士の対立は考えられない状況であったが、それゆえにマンネリを生んでいたと感じ、それを打破するためだったと語っている。それに応えるように沖は役の上だけではなく、撮影以外の舞台裏や私生活でも1係の連中と交わることなく、1人でいたと岡田は述懐している。こうして滝は先輩刑事を目の前で殺害された経緯から、姑息な手段を使う犯人には独断発砲も辞さない非情な刑事になった設定で、チームワークを身上とする藤堂一家に波紋を起こすキャラクターとして投入された。田口も性格の異なる滝との対比で存在感を増すことにもなった。
滝は半年後の第244話「さらば、スコッチ!」にて転属した。半年で番組を一旦去ったのは加入時に既に決まっていたことであった。理由としては沖が当時半年以上の出演オファーを受けない方針だったことや、“七曲署一係のチームワークを乱す役”としての起用であったことから半年以上は持たないであろうという制作側の判断による。
第245話からは第255話までは「ボン単独編」となった。この時期は麻薬Gメン房江の最終ゲスト編や、誤って容疑者を死亡させて辞表を出すなど田口の成長に重点が置かれる。
第247話「家出」は実際に家出した少女に対してその父親から、「番組の中で、親が心配しているから帰ってきてほしい」と訴えてほしいと乞われて制作された。以降、若年者に高齢者を理解してもらう話や盲学校の生徒たちに関する話、少女の自殺を思いとどまらせる話、いじめに関する話など社会的側面からも制作された。
その後、第256話「ロッキー刑事登場!」で木之元亮演じる岩城（ロッキー）が5代目新人刑事として配属された。岩城役の木之元「亮」は田口に次ぐ2代目「リョウ」として、芸名に「リョウ」と命名された。配属以降は「ボン・ロッキー時代」としてタイトルバックも2年間不動のロングラン・シリーズとなった。宮内の人気急上昇で田口の殉職劇が延期を重ねた結果、次期新人候補の山下真司は半年以上浪人させられ、北海道ロケにカメオ出演した。
第297話はキャンディーズの解散コンサートの裏番組となった結果、視聴率が15.3%となり、正月を除いて20%を下回る結果となったことで、岡田にとって番組をどのような形で終了させるかを考えるきっかけとなった。
その後新たに準レギュラーとして登場した交通課の早瀬令子編、島と三好恵子とのロマンス編、歴代の殉職刑事の追想と滝、柴田の再登場で構成された300回記念編、初の海外ロケとなったオーストラリア編など数々のイベントが用意された。

### 第336話から438話
第363話「13日金曜日ボン最期の日」で田口の殉職後、第364話「スニーカー刑事登場!」で山下が五代（スニーカー）として登場する。同時にオープニングテーマもアレンジを大きく変更した新バージョンに改められ、ドラマの方向性も転換を計った。また、一係室も床や机、椅子などがリニューアルされた。この第364話は視聴率40.0%を記録した（ビデオリサーチ調べ、関東地区）。なお6代目新人刑事である五代潤の名前には「5代目のジュン」という意味が含まれている（4代目は田口を演じた宮内「淳」）。
その後初期から出演していた島役の小野寺昭が降板を表明する。また第244話で転属した滝隆一（スコッチ）は、2度のゲスト出演を経て1980年から3年ぶりの第399話「廃墟の決闘」で復帰したが、これはまず番組卒業の決まっていた小野寺の（ポジション的な）後釜が必要だったことや、裏番組の『3年B組金八先生』に追い上げられ番組人気に陰りが見えた事がある。沖は出演に積極的ではなかったが、岡田の頼みを断れずの復帰だった事と岡田自身が沖についてコメントしている。
小野寺は島の交通事故死という形で第414話「島刑事よ、永遠に」をもって降板する。絶大な人気があったため島を殺さないで欲しいというリクエストが多く、それにあっさりした死に方をしたいと小野寺自身が希望したため交通事故死となった。なお小野寺は、5年目に一度降板を申し入れたところ岡田に「絶対ダメだ!」と叱責されたためその後は申し入れを封印していた。しかし1979年頃「このままでは刑事以外の役が演じられなくなってしまう」と危機感を抱き改めて降板を申し入れ、あと1年間演じるという条件で認めてもらった。その際、岡田から「局から正式に発表するまでは、ほかの出演者であっても一切口外しないように」と厳命され遵守していたにもかかわらず、まもなく竜雷太から「お前、辞めるんだって?」と声を掛けられ仰天した。その理由は、竜も小野寺とほぼ同時期に降板を申し入れ、岡田から「殿下の卒業がもう決まっているので、あと2年待ってくれ」と慰留されたためである。
島の後任として第415話「ドクター刑事登場!」で神田正輝演じる西條（ドック）が登場する。西條が登場したころは漫才ブームが起こり、喜劇全盛の時代になっていたため、それまでの生真面目な作風から笑いを重視した作風に変える必要があったと岡田は語っている。神田も自らの提案で、カジュアルな要素を注入した。例えば西條は同僚刑事に彼独自のニックネームをつけていた。

### 第439話から537話
1981年に入り、滝役の沖が交通事故で入院し一時欠場し、さらに藤堂役の石原が病気のため長期離脱となる。また裏番組であるテレビ朝日の『ワールドプロレスリング』の視聴率が初代タイガーマスクの登場以降上昇し始める。その後第475話「さらば!スニーカー」をもって五代は辞職し帰郷するという形で降板する。
第476話「ラガー刑事登場!」では五代の後任として、渡辺徹演じる竹本（ラガー）が登場する。岡田はそれまで女子中高生が抱いていた教師に対する憧れから、たのきんトリオなど同世代の男性に興味が移行したことを受け、まだ10代であった渡辺を起用したと述懐している。第476話時点で渡辺は当年20歳になる史上最年少の新米刑事であり、女性人気の回復に貢献した。なお7代目新人刑事である竹本淳二の名前には「（早見淳に次ぐ）二代目の淳」という意味が込められている。また苗字の「竹本」は監督の竹林進と山本迪夫から取られた。
竹本登場直後に沖が健康不調から再び番組を欠場。制作側では欠場のまま番組卒業とすることも考えたが、沖が「きちんとケジメを付けたい」という意向だったことから症状が落ち着いた時点で番組復帰のうえ殉職という形で卒業することになった。卒業にあたっては、番組中ただ一人の「病死」という形をとったが、これは沖自身が提案したものである。こうして石原は第489話「帰って来たボス　-クリスマスプレゼント-」にて復帰するが、沖は第493話「スコッチよ静かに眠れ」にて滝の古傷が悪化して病死という形で降板する。
滝の病死後、第494話「ジプシー刑事登場!」で三田村邦彦演じる原（ジプシー）が登場する。三田村は当時『新・必殺仕事人』（ABC）と掛け持ちだったため出番があまり多くなかったが、渡辺・神田を含めた3人は「ミワカントリオ」と呼ばれるアイドル刑事チームへ発展し、番組の人気向上に貢献した。
第519話「岩城刑事、ロッキーにて殉職」では10周年記念のカナダのロッキー山脈でのロケで岩城が殉職する（岩城自身はロッキー山脈に登頂したいという大きな夢を持っているという設定になっており、そのためロッキー山脈で最期を迎えることとなった）。そして第520話「野崎刑事、カナダにて最後の激走」で野崎は警察学校への異動で番組を去る。さらに石塚も番組初のスペシャル版（90分）となった第525話「石塚刑事殉職」をもって降板した。
その後第521話「ボギー刑事登場!」で新たに世良公則演じる春日部（ボギー）が登場した。世良は当時自身が所属したバンド・ツイストが解散した直後であり、『火曜サスペンス劇場』に出演した世良を見て、岡田はかつての萩原のように役者以外で成功した人物を投入し、ノウハウを生かして本作を発展させようと考えて世良の起用を決めた。こうして春日部はかつての早見刑事を意識したキャラクターになり、登場編も第1話のリメイク的な作りとなった。愛称のボギーは春日部が心酔しているハンフリー・ボガードの愛称より名付けられた。制作サイドは急激なメンバーチェンジによるファン離れを恐れ、春日部登場を機にテーマ曲を元のアレンジに戻して「原点回帰」を図る。世良の加入により、神田・渡辺・世良・三田村の頭文字をとって「カワセミカルテット」が誕生、テレビ情報誌・芸能誌のグラビアを飾った。これ以降若手メンバーを軸に置いた明朗活劇路線へとシフトする。
なお石塚役の竜雷太は8年目に一度降板を申し入れたが、小野寺の降板が決まっていたために実現しなかった。それから殉職するまでの約2年間、竜は本作のみに仕事を絞り、1982年の岩城殉職編の撮影時期に再度降板を申し入れた。岡田が懸命に説得するが本人の意志が固く、第525話「石塚刑事殉職」は番組史上初の90分スペシャルとして放送された。竜は歴代の殉職刑事でただ一人、藤堂役の石原裕次郎にその臨終を看取られている。なお、石塚の殉職後は第1話からずっと登場している刑事は藤堂と山村の2人だけとなった。
第526話「井川刑事着任!」では地井武男演じる井川（トシさん）が着任し、その後は中堅としてチームを支えた。

### 第538話から630話
原役の三田村はNHK大阪制作の水曜時代劇『壬生の恋歌』への主演と『必殺仕事人III』への続投が決定したため、第545話「さらば!ジプシー」をもって降板した。三田村は当初長期出演になる予定であったが、当時並行して出演していた『新必殺仕事人』（朝日放送）の降板を朝日放送側から認めてもらえず、撮影のために東京と京都を往復する多忙が続いてパンク寸前となり、双方が中途半端に終わってしまうという危機感を抱いたことから、苦渋の思いで『太陽』を降板する決断を下さざるを得なくなった。事情を理解した『太陽』側はこの申し出を快諾、短期間の出演ながら多忙な中での奮闘に敬意を表するとともに「またいつか、ジプシー刑事として戻ってきてもらいたい」という思いを込めてあえて殉職とせず、栄転という形で送り出した。
次の第546話は原の後任として配属された女性刑事がすぐに辞職してしまうというストーリーであったが、その話のラストで亡き岩城の妻である令子（マミー）が交通課婦警から一係に転属することになり、伸子以来10年ぶりの女性レギュラー刑事となった。
春日部役の世良は1年間の出演を希望していたが、共演者（地井武男ら）の説得により半年延命が決まった。結果、春日部殉職後の後任の予定だった又野誠治演じる澤村（ブルース）が、庶務担当だった松原直子（ナーコ）と入れ代わる形で第562話で登場する。春日部がマカロニ刑事を意識したキャラクターであったのに対し、澤村はジーパン刑事を彷彿とさせるアクション型の荒削りなキャラクターであった（春日部の殉職後はコメディリリーフ的な役割も演じるようになる）。
1983年10月7日放送の第571話は「太陽にほえろ!スペシャル 原作・エド・マクベイン"キングの身代金"より『誘拐』」として、30分拡大し、19時30分から放送した。
第597話「戦士よさらば ボギー最後の日」をもって春日部は殉職し、その後は欠員補充はなかったが、第623話「マイコン刑事登場!」で石原裕次郎の甥である石原良純演じる水木（マイコン）が七曲署に赴任する。水木は一度、本庁の情報処理担当として一係に協力するという設定でゲスト出演しており、その後レギュラー入りした。捜査にパソコン（当時の呼び方で“マイコン”）を駆使する現代っ子として、猛者ぞろいの一係に新風を吹き込んだ。

### 第631話から718話
第658話「ラガーよ、俺たちはおまえがなぜ死んだか知っている」をもって竹本は殉職した。降板の理由として、ある程度役者として芝居ができるようになり、どこへ出しても恥ずかしくないようになったためである一方で、渡辺は本作出演中に太ってしまい、疾走することが売りの本作では務まらなくなったのも理由として岡田は語っている。なお渡辺は、出演中に体型が変ってしまったため、殉職シーンの撮影中、履いていたズボンの臀部が破れ、下着が丸見えとなりNGになってしまい、普通は殉職シーンの撮影では出演者やスタッフも、これで最後ということもあり、しんみりした雰囲気になるのだが、そのせいで撮影中は皆が笑いをこらえていたので、まったくしんみりした雰囲気にならずに撮影が終了したと、後に渡辺が回想している。なお、竹本の殉職から山村の殉職までの間は刑事の殉職は一切無く、そのため竹本は歴代殉職刑事の中では山村より1つ前に殉職した刑事となったが、もし山村が殉職しなかったら刑事の殉職は竹本で最後となる所だった。
その後、第660話「デューク刑事登場!」で金田賢一演じる島津（デューク）が配属された。島津には「行方不明の父親を探している」という縦軸のストーリーが新たに加えられたが、効果的に盛り上がることのないまま父と再会する。
番組終了半年前には、第1話から14年間ずっと山村役で出演し続けていた露口も殉職という形で降板する。当初露口は、山村が他署へ栄転するという形で降板する段取りになっていたが、露口本人の希望により、殉職という形での降板となった。なお、刑事の殉職は山村で最後となり、それから放送終了まで刑事の殉職は一切無かった。
山村の殉職後は藤堂のみ唯一第1話からずっと出演している刑事となり、その藤堂役で出演する裕次郎も山村の殉職から2か月後には再入院から番組を休演する。そして裕次郎の良好な体調での復帰が絶望的だという石原プロからの連絡によって番組の終了が決定した。岡田は最終回は裕次郎に出演してもらいたいと考え、少しでも出演可能な状態になるまでの助っ人として渡哲也に代役を依頼し、第706話「ボス!任せてください」で橘警部が係長代理として着任し、それに本作最後の新人刑事である西山浩司演じる太宰準（DJ）も加わる。メインテーマも大幅にアレンジされた。
最終回直前の第715話「山さんからの伝言」では、島津が山村のやり残した事件を解決し、海外研修へ旅立った。なお島津役の金田は、既に決まっていた舞台出演のスケジュール上の都合から番組の終了を待たず急遽降板することになってしまったため、制作の都合上準備が多くなる「殉職」ではなく「転勤」という形での番組卒業となった。これは以前に金田本人が自身の公式サイト上で明らかにしていた。
最終回で藤堂が復帰し有終の美を飾った。この最終回において、藤堂が取調室で部下への思いを語るセリフは演じる裕次郎のアドリブである。これに関してプロデューサーの岡田は裕次郎から撮影の当日に、このシーンのやり方を任せてほしい旨の電話を受け、それを受諾したことで実現した。撮影はリハーサルもなくぶっつけ本番だった。このアドリブを岡田は「15分の遺言」と称し、命の尊さの説明が、まるで死期が迫っていた自分自身に言い聞かせているような、あるいは今生きている人へのメッセージであるかのように感じたと自著にて語っている。なお、藤堂は唯一第1話から最終話まで登場した数少ない刑事となった。

### 次回予告
初期では時期によって複数のナレーターが交代で担当していた。最多参加は小林恭治で、ジーパン期辺りから独特の詩や選曲センスなどを用いた劇的演出が予告の主流となっていった。彼らの本編における参加はなく、後編エピソード冒頭における前編のあらすじの説明は下川や神田が担当していた。なお、登場人物が劇中ナレーションするケースはごく稀にしかない（例として第707話における写真展の紹介など）。
予告編は助監督に制作が任され、未使用カット・NGカットなどを使用し編集される。しかし、新撮カットや予告のために撮られた演出違いのカットが挿入される場合もあった（例・第217話「スコッチ刑事登場!」第414話「島刑事よ、永遠に」など）。また、初期ではナレーション（音声）違いの別バージョンが販売された予告編集（七曲署ヒストリー）で確認されている。反対に第52話「マカロニ死す」の放映予告編は黒バックに字幕だが、ヒストリー版では青バックとなっている編集違いも存在する。第13話「殺したいあいつ」や第660話「デューク刑事登場!」予告編は放映版とヒストリー版では内容が全く異なる。基本的に30秒枠だが、新刑事登場などでは45秒に拡大する場合もある。第414話「島刑事よ、永遠に」ではさらに15秒スポットが投入された。他にも新刑事登場を節目に番組宣伝（CM）も数種類流された。

## ネット局
時差ネット局、週遅れ放送局、一部ロケで制作協力した局あり。☆印を付した局は、PART2も放送。系列は放送当時のもの。
| 放送対象地域          | 放送局         | 系列                                         | 備考 |
| --------------------- | -------------- | -------------------------------------------- | --- |
| 関東広域圏            | 日本テレビ     | 日本テレビ系列                               | キー局☆ |
| 北海道                | 札幌テレビ     | 日本テレビ系列                               | ☆ |
| 青森県                | 青森放送       | 日本テレビ系列 テレビ朝日系列                | 1975年3月までは日本テレビ系単独加盟局☆ |
| 岩手県                | テレビ岩手     | 日本テレビ系列                               | 1980年3月まではテレビ朝日系列とのクロスネット局☆ |
| 宮城県                | ミヤギテレビ   | 日本テレビ系列                               | 1975年9月まではNETテレビ系列とのクロスネット局☆ |
| 秋田県                | 秋田放送       | 日本テレビ系列                               | ☆ |
| 山形県                | 山形放送       | 日本テレビ系列 テレビ朝日系列                | 1980年3月までは日本テレビ系単独加盟局☆ |
| 福島県                | 福島中央テレビ | 日本テレビ系列                               | 1981年9月まではテレビ朝日系列とのクロスネット局☆ |
| 山梨県                | 山梨放送       | 日本テレビ系列                               | ☆ |
| 新潟県                | 新潟総合テレビ | フジテレビ系列 日本テレビ系列 テレビ朝日系列 | 1981年3月27日まで |
| 新潟県                | テレビ新潟     | 日本テレビ系列                               | 1981年4月3日から☆ |
| 長野県                | 信越放送       | TBS系列                                      | 1984年3月まで |
| 長野県                | テレビ信州     | 日本テレビ系列 テレビ朝日系列                | 1984年4月から☆ |
| 静岡県                | 静岡放送       | TBS系列                                      | 1979年6月まで |
| 静岡県                | 静岡第一テレビ | 日本テレビ系列                               | 1979年7月から☆ |
| 富山県                | 北日本放送     | 日本テレビ系列                               | ☆ |
| 石川県                | 北陸放送       | TBS系列                                      | ☆ |
| 福井県                | 福井放送       | 日本テレビ系列                               | ☆ |
| 中京広域圏            | 名古屋放送     | 日本テレビ系列 NETテレビ系列                 | 1973年3月まで |
| 中京広域圏            | 中京テレビ     | 日本テレビ系列                               | 1973年4月から☆ |
| 近畿広域圏            | 読売テレビ     | 日本テレビ系列                               | ☆ |
| 鳥取県 →鳥取県 島根県 | 日本海テレビ   | 日本テレビ系列                               | 当初の放送対象地域は鳥取県のみ 1972年9月から電波相互乗り入れで島根県でも放送☆                                                                                |
| 広島県                | 広島テレビ     | 日本テレビ系列                               | 1975年9月まではフジテレビ系列とのクロスネット局☆ |
| 山口県                | 山口放送       | 日本テレビ系列 テレビ朝日系列                | 1978年9月までは日本テレビ系単独加盟局☆ |
| 徳島県                | 四国放送       | 日本テレビ系列                               | ☆ |
| 香川県 →岡山県 香川県 | 西日本放送     | 日本テレビ系列                               | 当初の放送対象地域は香川県のみ 1983年4月から電波相互乗り入れで岡山県でも放送☆                                                                                |
| 愛媛県                | 南海放送       | 日本テレビ系列                               | ☆ |
| 高知県                | 高知放送       | 日本テレビ系列                               | ☆ |
| 福岡県                | 福岡放送       | 日本テレビ系列                               | ☆ |
| 長崎県                | 長崎放送       | TBS系列                                      | 1984年3月まで |
| 長崎県                | テレビ長崎     | フジテレビ系列 日本テレビ系列                | 1984年4月から☆ |
| 熊本県                | 熊本放送       | TBS系列                                      | 1982年3月まで |
| 熊本県                | 熊本県民テレビ | 日本テレビ系列                               | 1982年4月から☆ |
| 大分県                | テレビ大分     | 日本テレビ系列 フジテレビ系列 テレビ朝日系列 | ☆ |
| 宮崎県                | 宮崎放送       | TBS系列                                      | 1981年3月まで |
| 宮崎県                | テレビ宮崎     | フジテレビ系列 日本テレビ系列 テレビ朝日系列 | 1981年4月から 1984年9月までは 『時代劇スペシャル』→『金曜ファミリーワイド』の同時ネットのため、 金曜22:00 - 22:54の2時間遅れネット 1984年10月から同時ネット☆ |
| 鹿児島県              | 南日本放送     | TBS系列                                      | 1981年3月まで |
| 鹿児島県              | 鹿児島テレビ   | 日本テレビ系列 フジテレビ系列                | 1981年4月から☆ 1982年9月まではテレビ朝日系列とのトリプルネット局                                                                                             |
| 沖縄県                | 琉球放送       | TBS系列                                      | 1981年3月まで |
| 沖縄県                | 沖縄テレビ     | フジテレビ系列                               | 1981年4月から☆ |

信越放送・北陸放送・長崎放送では1984年3月まで同時ネットで放送されていた。TBS系のプロ野球ナイター中継延長に伴い、信越放送はテレビ信州、長崎放送はテレビ長崎へ移行した。北陸放送は1984年4月から火曜20:00の遅れネットへ移行した。
本放送終了までのNNN加盟局の中で本放送が一度もなかったのは静岡けんみんテレビ（現・静岡朝日テレビ）・テレビ熊本の2局である。いずれも先発JNN系列局（静岡放送と熊本放送）からフルネット局（静岡第一テレビと熊本県民テレビ）に移行した。
- 一部地域のネット局では、時差ネット若しくは週遅れ放送だったため、基本的にはスポンサードネットながら、CMは最新のものに差し替えて放送していた。
- 青森放送・秋田放送・テレビ岩手・北陸放送などでは、本放送期間中に再放送を行っていた[114]。
- 他にも再放送は本放送終了後に開局した日本テレビ系列局[注 97]やテレビ東京系列局[注 98]を含めて放送していた。
- TVQ九州放送では2017年4月6日からマカロニ編を放送
- メ〜テレでは2023年11月14日から平日04:00 - 04:55でマカロニ編から放送開始
- 独立放送局では、
  - チバテレが2011年4月からかつての本放送時間である金曜20:00 - 20:55でボン殉職まで放送
  - とちぎテレビが2011年10月から土曜18:00 - 19:55、2012年4月から日曜22:00 - 22:55、10月から日曜12:00 - 12:55、2016年4月から日曜21:15 - 22:10でボン単独編まで放送
  - テレビ埼玉が2012年10月から水曜19:00 - 19:55、2016年7月から木曜20:00 - 20:55でテキサス殉職まで放送
  - 三重テレビが2013年10月から木曜20:50 - 21:45、2015年4月から金曜15:30 - 16:40でジーパン殉職まで放送
  - ぎふチャンが2014年4月から金曜19:00 - 19:54でジーパン殉職まで放送
  - サンテレビが2020年4月[注 99]から日曜11:30 - 12:25で放送
- ファミリー劇場の放送時間は変遷を重ね[注 100]、2019年12月まで放送していた。
- 日テレプラスでも2015年12月まで放送していた。

## 逸話
- 石原裕次郎は解離性大動脈瘤で長期闘病生活からの復帰初仕事は、自身がオーナーである石原プロ制作の『西部警察』よりも、『太陽にほえろ!』を優先し先に復帰した。ただし、『西部警察』のオープニング映像には本作や『西部警察』本編に先駆けて復帰している。
  - ただし、放送当初の頃は「東宝(国際放映)の作品に出演しているのだから」（裕次郎は日活出身）と、あくまでビジネスとして割り切っていたふしがあった[注 101]。
  - その他の理由として、『西部警察』の脚本が裕次郎の不在を前提として描かれていたために復帰が遅れたとする説もある。
- 裕次郎が多忙を極めていた頃、滞在先のハワイまでセットを持ち込んで、電話を取って対応するシーンだけを貯め撮りしていたということがあった[115]。
- 藤堂の出番の一部を渡辺徹が代役していたことが後に紹介されている。裕次郎の負担を軽減させるための策として活用された。
- 岩城と妻の令子の間にできた双子の名前は裕太と陽子であり、石原裕次郎が命名した。双子の設定は小野寺昭の実生活を参考にした、とプロデューサーの岡田晋吉が『太陽にほえろ!1980 DVD-BOX I』映像特典内のインタビューで語っている。
- 殉職にて降板（出演者やスタッフらは「番組卒業」と表現することがある）の際、ストーリーはある程度殉職刑事の意向が脚本家や番組スタッフに受け入れられ、「最後の花道」を作ったと語られる[116]。
- 松田優作はオーディション当時、家にテレビが無く、見ていなかったため、「シーン演じて」と言われても、全て感覚で演じた。これがスタッフに気に入られた。
- 山村刑事は妻・高子が心臓病で危篤状態の時でも捜査に奔走していた。事件が解決した時、高子は既に帰らぬ人となっていた。台本では病院へ駆けつけた山村が亡き高子に語りかけるセリフがあったがカットされた。それは山村役の露口が本物の涙をこぼし、セリフがなくとも充分に悲しみが伝わったからである（第206話「刑事の妻が死んだ日」）[117][注 102]。
- 下川辰平によると、野崎が犯人を護送中に襲撃され殉職する話[118]を下川自ら提案したが没になったという。他にも孫が産まれる話も予定されたが、実現されずに終わった[注 104]。
- 下川は生前、初期メンバーの中で自分だけ殉職しなかったことが、今でも心残りだと発言していた。
- 西條が殉職しなかったことについて、神田正輝本人は「次は俺と思ってても次から次と後輩が死んでいく。いつ死ぬんだろう? と思っていたら、先に番組の方が死んでしまった」とワイドショー番組のインタビューでコメントしていた。
- 地井武男は、第19話（DVDなどでは欠番）に犯人役でゲスト出演した時に、ロケ先で石原裕次郎からカツカレーを馳走してもらったことを裕次郎が覚えており、レギュラー入りの会見の席でその話をされて感動したという。ただし、番組終了後『徹子の部屋』（テレビ朝日）に出演した際には、司会の黒柳徹子に対し「石原氏はオーラが凄く、最初の撮影の時は恐くて台詞が言えなかった」と述べている。
- ロック歌手であった世良だが、挿入歌歌唱の申し入れに対しては「『太陽』には役者で来ているのだから」「自分の歌は『太陽』には合わないから歌わない」と固辞した[119]。
- 竹本刑事殉職の放映の翌日、渡辺徹主演の『気になるあいつ』（日本テレビ）がスタート。その冒頭のシーンは青年医師役の渡辺がテレビの中の竹本に向かって「ラガー死ぬな!」と叫ぶものだった。
- 又野誠治演じる澤村は、本来 "12人目の殉職刑事" になる予定であった。しかし病欠していた石原裕次郎の体調が思わしくなくレギュラー復帰を断念し番組が終了、予定されていた澤村殉職編もお蔵入りとなってしまった。番組が続行していれば澤村の後任として京本政樹の登場が予定され、番組15周年に当たる1987年7月17日[注 105]にアフリカロケの作品（未制作）が放送される予定であった。
- 藤岡琢也が演じた鮫島刑事は市川森一によって生み出されたもので、出演5作目の第205話「ジョーズ探偵の悲しい事件簿」までは市川が脚本を担当した。その後市川は番組を離れたが鮫島刑事は好評を得ていたため、他の脚本家に引き継がれることになった。

## 反響
新人刑事の活躍を斬新に描いた本作は当時の小中学生から一般視聴者層に受け入れられ、『水戸黄門』と並んで国民的人気番組と称せられるようになった。
テキサス刑事編で当時の最高視聴率を記録した際、裕次郎が『夜のヒットスタジオ』（フジテレビ）に出演した時に司会の芳村真理から「以前は街中でも〝裕ちゃん〟と呼ばれることが多かったと思いますが、最近では〝ボス〟と呼ばれることが多いんじゃないですか?」と聞かれ「イヤ…テレビの影響って凄いですね。どこへ行ってもボスですから…」と答えている。本作のヒットによりテレビの影響力を知った裕次郎は、石原プロモーションで『大都会』や『西部警察』といったテレビドラマの制作を手がけるようになった。
本放送の放映中にはファンクラブ（FC）が作られ、情報誌が少ない時代に番組とファンとのパイプ役を務めた。代表的なサークルは「SUNRISE」、研究会「七曲署」などで、「10周年記念号」にFC主要メンバーがファン代表として掲載された。現在は活動休止し、かつての会員がネット上やコミックマーケットで活動している。
1979年は8月の時点で、ボンこと田口の他に既に他の3番組で3人が殉職したことで、「刑事ドラマの殉職が大流行である」と記事になったことがある。これについてプロデューサーの岡田晋吉は「今はヨソさんがマネしすぎだよ」とコメントしている。
小野寺昭演じる島公之が事故死するシーンの現場となったロケ地の神奈川県小田原市のある海岸（旧国道135号（現・神奈川県道740号小田原湯河原線）石橋山古戦場すぐ近くの高台）に、「島公之殉職之碑」がファンによって作られていたという。
テレビのBGMに関しては、本作のメインテーマ曲の成功により、それまでの事前に楽譜ができていて、大勢の演奏家が曲を作り上げる方式から、バンドメンバーが即興的に作り上げる音楽へと変化した。

### イベント
テレビドラマでありながら、公式イベントも実施されており、1977〜79年ごろにかけて、番組出演者と当時日本テレビで放送中だった石原プロモーション制作の『大都会』シリーズの出演者との対抗による野球大会が催された。また番組開始10周年を迎えた1982年には「10周年記念ファン感謝の集い」というイベントが行われ、テレビ放送もされた。徳光和夫司会のもと、当時の七曲署捜査一係の現役メンバー全員と準レギュラーの長谷直美、そして萩原健一、松田優作、関根恵子を除く歴代のレギュラー刑事俳優が総出演し、コント、ゲーム、歌謡ショーが展開され、カナダロケエピソードの上映〜岩城と野崎の卒業セレモニー〜新メンバー・春日部のお披露目という構成だった。

### 続編
1997年（平成9年）から2001年（平成13年）に4本の2時間ドラマスペシャルが制作・放映された。舘ひろしがボスを演じた。監督は村田忍。
番組プロデューサーの岡田晋吉が当時中京テレビの取締役であったことから中京テレビと日本テレビの共同制作となっている。
- 1997年『七曲署捜査一係（'97）』、1998年『七曲署捜査一係'98』、1999年『七曲署捜査一係'99』
- 2001年『太陽にほえろ!2001』 ※詳細は「七曲署捜査一係」の項目を参照。

### オマージュ・パロディ
人気作品であるだけに、オマージュやパロディも多い。以下はその例である。

#### テレビドラマ
- 『大都会 闘いの日々』（日本テレビ）第4話「協力者」[注 107]で、丸山刑事（高品格）が目撃者の証言として「午後8時3分、ちょうどテレビの『太陽にほえろ!』が始まった時間」と報告する。
- 『大追跡』（日本テレビ）第14話「大逆転」で、矢吹刑事（沖雅也）が女優の清水美和（テレサ野田）宅で『太陽にほえろ!』の台本を見つけ、それをめくりながら「スコッチ刑事って最高でしたよね」と上機嫌で話し掛けると美和は「私はジーパンが好き」と答え、矢吹が落胆の表情を浮かべる。
- 『探偵物語』（日本テレビ）第24話「ダイヤモンド・パニック」で、工藤探偵（松田優作）が、調査に協力させた組員3人組に「ゴリ・殿下・ロッキー、出動だ!行けー!!」と叫ぶシーンがある。このシーンが撮影されたのは「ジーパン刑事」としてたびたび疾走した西新宿の高層ビル群の中であった。
- 『翔んだカップル』（フジテレビ）で、パロディシーン「太陽にまねろ!」があった。柳沢慎吾が山村に扮し、長身のADが柴田を演じていた。ジーパン刑事のコスプレ衣装は柳沢自身のコレクションを利用しており、柴田の衣装バリエーションを克明に再現していた。
- 『気になるあいつ』（日本テレビ）は「太陽」のラガー殉職の翌日が初回放送で、主役の渡辺徹がテレビでラガー殉職回を見ている場面から始まる。上記「#逸話」も参照。
- 『あぶない刑事』（日本テレビ）第23話「策略」で、大下（柴田恭兵）が鈴江（御木裕）に歩道橋上から下を走るバスに飛び降りるようそそのかし「『ダーティハリー』や『太陽にほえろ！』だってやってたじゃないか!!」と説得する。
- 『NEWジャングル』（日本テレビ）では、第55話「どぶねずみ」が第2話「浩平が泣いた」に、第102話「愛が終わった朝」が第7話「婦警の恋」にリメイクされた。
- 『刑事貴族』（日本テレビ）では、第32話「ボスを殺しに来た女」が第26話「宮本課長の災難」に、第36話「危険な約束」が第31話「刑事たちの忙しい夜」に、第402話「島刑事よ、安らかに」が第36話「殺人ビデオへの招待」にリメイクされた。
- 『あいつがトラブル』（フジテレビ）で萩原健一の役名は「沖田淳一」で、早見淳に由来している。設定も、もし早見が生きていたらなっていたであろう中年刑事像である。
- 『鳥人戦隊ジェットマン』（テレビ朝日）の最終回で主人公の一人・結城凱が引ったくり犯に刺殺された。これは「マカロニの殉職をイメージして執筆した」と脚本家・井上敏樹が誌上で答えている。
- 『特警ウインスペクター』（テレビ朝日）では、第157話「対決!6対6」が第10話「大人をやっつけろ」としてリメイクされた。
- 『はみだし刑事情熱系』PART4（テレビ朝日）では、第452話「山さんがボスを撃つ!?」が第3話「愛と涙の追跡!! 一発の銃弾に命を賭けて」としてリメイクされた。
- 『ケイゾク』（TBSテレビ）で野々村係長（竜雷太）には“これでも昔はゴリ押しのゴリさんなんて呼ばれたこともある”というセリフがある。さらに劇場版では「殿下やマカロニと後楽園に犯人を追い詰めて…」というセリフも。主人公「柴田純」（中谷美紀）の役名はジーパン刑事と同じでそのまま拝借したばかりでなく、犯人に刺された際に「なんじゃあ、こりゃあ」とも言わせている。
- 『ケイゾク』の続編『SPEC〜警視庁公安部公安第五課 未詳事件特別対策係事件簿〜』（TBSテレビ）でも引き続き野々村係長役で出演した竜雷太であるが、その野々村が倒されるシーンでは石塚の殉職シーンを彷彿させるアングルで撮影され、野々村が構える拳銃も当時使用していたモデルと同型（コルト・トルーパー4インチ）を使用するなど、凝ったパロディとなっている。竜自身も当時と変わりない独特な射撃姿勢を再現していた。その他にも随所に「ゴリさん」を意識したパロディ的なシーンが存在する。
- 『ケータイ刑事 銭形愛』（BS-i）で山下真司は「五代潤」で出演、以後も、『銭形舞』、『銭形泪』、『銭形零』、『銭形海』とケータイ刑事 銭形シリーズに登場した。さらに、『銭形愛』の第1話では下川辰平も「野崎太郎」で出演し、最後の「長さん」を演じた。また、ケータイ刑事シリーズ内ではところどころで本作に関連する小ネタが登場する。
- 『おじいちゃんは25歳』（TBSテレビ）第5話で小野寺昭と木之元亮が刑事風の出で立ち（最初、刑事と間違われるという設定）の銀行員役でゲスト出演。それぞれの役名も「島公之」、「岩城創」と完全なパロディとなっているが「岩城創」の苗字の読み方が「いわしろ」と少し捩っている。
- 『コドモ警察』（テレビ朝日）主人公の大沼茂デカ長（鈴木福）はボスと同じような口調・いでたちをしている。
- ドン・ジョンソン主演『刑事ナッシュ・ブリッジス』ではナッシュ自身が金庫破りに扮して盗賊団に潜入して犯罪を食い止めるという、本作の第62話「プロフェッショナル」と酷似した作品と、白骨死体から復顔した顔と瓜二つの人物を真犯人に突きつけて自白させる第66話「生き返った白骨美人」と似たエピソードがある。
- 第84話「人質」と『刑事コジャック』テレビシリーズ1話は酷似しているが、どちらもアムステルダムで起きた実際の篭城事件が元になっている。

#### テレビ（情報・トーク・バラエティー）
- 『ぶらり途中下車の旅』（日本テレビ）で勝野洋が旅人を務める回では、場面に応じて「テキサス刑事のテーマ」[注 108]をはじめとする当番組の楽曲がBGMで使用された。
- 『ハッピーバースデー!』（フジテレビ）で渡辺徹の生い立ちを紹介するVTRで、下川辰平（長さん）、木之元亮（ロッキー）、石原良純（マイコン）が捜査報告風に紹介するシーンがあった。また電話の声のみの出番で三田村邦彦(ジプシー)も登場した。
- 『情報プレゼンター とくダネ!』 (フジテレビ）で、かつて放送されていた「走れ！三面刑事」では、「太陽」に出演していた山下真司が案内役を務めており、BGMも当番組のテーマが使われていた。

#### 映画
- 『Wの悲劇』(劇場公開1984年12月、澤井信一郎監督）では、三田村邦彦と世良公則がヒロインの恋人役で競演。しかも三田村の役名は「五代淳」である。
- 東映Vシネマ第一作として大川俊道脚本・監督で『クライムハンター』シリーズが製作された。世良公則、又野誠治、竹内力らが出演したガン・アクション作品。又野は「ブルース澤村」という殺し屋役で、実現しなかった「殉職シーン」を披露している。
- 『99.9-刑事専門弁護士-THE MOVIE』（劇場公開 2021年12月、木村ひさし監督）で勝野が店主を演じる居酒屋「肥後もっこす居酒屋 鉄喜刺寿（てっきさす）」の店名は、勝野が演じたテキサス刑事のパロディである。

#### アニメ
- 『名探偵コナン』（読売テレビ）のテーマ曲は、大野克夫にメインテーマのイントロ部分を再現してほしいと制作側から依頼があり、セルフカバーのような作品となった。また、各話同作の脚本を参考にしたストーリーや、トリックもあり関連性が強い。登場人物にも松田優作をイメージさせるキャラクターなどが登場する。
- 『勇者警察ジェイデッカー』（名古屋テレビ）のオープニングや登場人物の名前は本作をモデルにしている。

#### CM
- 1977-1980年[124]、大正製薬のリポビタンD（「ファイト・一発！」シリーズ)で、勝野洋と宮内淳が共演。刑事場面のコピーではなく、オリジナルのアウトドア冒険シーンにより構成。
- 1994年のAGFの缶コーヒー「ブレンディ」では、岸谷五朗がメインテーマに乗って「ブレンディ刑事」に扮した。竜雷太と下川辰平も登場している。
- 1998年の終わりから1999年の「ローソン」では、下川辰平と石原良純がおでんを食べながら張込みをする。
- 2003年の三洋電機のデジカメ「XactiDMX-C1」は、ジーパン刑事のいでたちをしたSMAPの草彅剛がその性能に驚き、「なんじゃあ、こりゃあ」と叫ぶという、ジーパン殉職シーンをパロディ化した設定になっている。
- 2005年の給湯システムでは、小野寺昭が「電化」と「殿下」をかけ、「ボス、殿下（電化）だ! 殿下（電化）だよ!」というセリフを披露している[注 109]。その後、ザ・ドリフターズの仲本工事と共演し「殿下（電化）の工事はお任せください」と宣伝している。
- 2009年5月のENEOSの「エネファーム」には、ゴリラの「エネゴリくん」が興奮して胸を叩く様子を見た竜雷太が「わしも昔はゴリさんと呼ばれた男だ」と言って、自分もシャツを一枚脱いで胸を叩き始め、水川あさみが「ダブルゴリさん」と呟くシーンがある。
- 2009年6月のサントリー「 BOSSレインボーマウンテン」では、トミー・リー・ジョーンズが扮する宇宙人ジョーンズが七曲署に配属という設定で、竜雷太、小野寺昭、木之元亮、勝野洋ら刑事たちが一係に集結する（カツラなどでドラマ出演時の出で立ちを再現している）。ボスはゆうたろうが扮している[125]。
- 2015年10月のY!mobileでは、「太陽にふてろ!」のタイトルバックに続き、猫のふてニャンがボスのようにブラインド越しに外を見ていると挟まれてしまう。オチにはゆうたろうも出ている[126]。

#### コント
- 『タケちゃんの思わず笑ってしまいました』（フジテレビ）で、刑事ドラマのありがちな光景をネタにした「太陽に叫べ!」や主演俳優のドラマ掛け持ちの内情をネタにしたコントがあった。ボスをビートたけし、山村刑事を荻島真一、ロッキー刑事を加納竜、島刑事を小野進也、庶務係を倉田まり子が演じ、桑山正一が老齢の新人刑事に扮するなど、この番組に出演歴のある、もしくは他の刑事ドラマでレギュラー刑事を演じた面々が登場し本作のパロディを演じた。
- 『とんねるずのみなさんのおかげです』（フジテレビ）のコーナーに「太陽にぽえろ!」「太陽にほえるな!」があった。「ぽえろ」ではチェッカーズがマカロニ、ジーパン、シンコ、テキサス、ロッキー、殿下、ゴリさん役。「ほえるな」ではジーパンのような風貌のバミューダ刑事、オリジナルキャラクターのクレーン刑事が登場した。両作品とも地井武男が「トシさん」本人役として出演したことがある。
- 『ダウンタウンのごっつええ感じ』（フジテレビ）で、山さん、長さん、ゴリさん、ジーパンがニックネームに引っ掛けたカブリモノを付けて出てくるだけの一発ネタがあった。また「熱血刑事伝説こちら88分署」のコーナーに渡辺徹がラガー警視正という役でゲスト出演したことがある。

## 関連商品

### 書籍
日本テレビは、放映開始から終了直後まで小説（ノベライズ）や写真集を、それ以後も関連書をしばしば出版していた。特記ない限り出版社は「日本テレビ」である。

#### 小説
魔久平原作　NTVブックス
| 巻 | タイトル                                        | 収録話 | 発行日         |
| -- | ----------------------------------------------- | --- | -------------- |
| 1  | マカロニ刑事登場                                | マカロニ刑事登場 時限爆弾が街に消えた 孤独なライフル銃 殺しの背景 ハマの目撃者 味噌汁”おふくろの味” きたない奴 連続通り魔事件 鍵と赤ん坊 タレコミ野郎                                     | 1972年9月20日  |
| 2  | 藤堂ボス大活躍                                  | 拳銃とトランペット 十五年目の疑惑 若い夢が弾けた 復讐鬼の正体 刑事の娘 愛ある限り 最後のパトロール 狙撃者 生きるための叫び ただ愛に生きるだけ                                             | 1973年5月17日  |
| 3  | ジーパン刑事登場                                | マカロニ死す ジーパン刑事登場 汚れなき刑事魂 どぶねずみ その灯を消すな 新宿に朝は来るけれど 夜明けの青春 別れは白いハンカチで プロフェッショナル 大都会の追跡                             | 1973年11月30日 |
| 4  | 刑事の闘魂                                      | マカロニを殺したやつ 海を撃て!! ジーパン 仕掛けられた銃弾 五十億円のゲート 女として刑事として 午前十時爆発予定 おやじに負けるな 愛のシルクロード 手錠 金で買えないものがある 燃える男たち | 1974年5月23日  |
| 5  | 颯爽テキサス刑事                                | ジーパン・シンコその愛と死 テキサス刑事登場 虫けら 男の闘い 一枚の名刺 父と子の再会 信じあう仲間 信念に賭けろ 孤独のゲーム 仰げば尊し 友達                                                | 1974年12月10日 |
| 6  | 猛者刑事総出場                                  | 夢見る人形たち 走れ! ナポレオン 生命を燃やす時 愛こそすべて 無実の叫び 真実はどこに? 霧の旅 タレ込み屋 友情                                                                               | 1975年6月10日  |
| 7  | ボスよテキサスよ                                | 七曲署藤堂一家 わかれ 勇気 家族 顔 証言 したたかな目撃者 逆転 回転木馬の女 死ぬな! テキサス                                                                                               | 1975年12月12日 |
| 8  | ぼんぼん刑事登場!                               | ぼんぼん刑事登場 グローブをはめろ! 再出発 一発で射殺せよ! 親と子の条件 ボディガード アリバイ 愛 冬の女                                                                                    | 1976年4月16日  |
| 9  | テキサスは死なず さらば、スコッチ!              | テキサスは死なず スコッチ刑事登場 ジュンの復讐 疑惑 目撃者 ピアノソナタ おさな子 刑事の娘が嫁ぐとき さらばスコッチ!                                                                       | 1977年7月1日   |
| 10 | 颯爽ロッキー登場                                | ロッキー刑事登場! 愛の追憶 撃てなかった拳銃 追跡者 逆恨み 迷路 帰ってきたスコッチ刑事 偶然 みつばちの歌                                                                                   | 1978年3月27日  |
| 11 | 男たちの詩                                      | わかれ道 ある娘 射殺 逮捕 二つの顔の男 ある出逢い ミスプリント 男たちの詩 | 1979年2月9日   |
| 12 | 殿下の恋                                        | 銀河鉄道 バスジャックの日 危険な時期 再会 朝顔 愛は何処へ ある結末 偽装 | 1979年10月29日 |
| 13 | 13日金曜日・ボン最期の日                        | 冬の訪問者 愛と殺人 何故 見知らぬ乗客 ラスト・チャンス ボス 13日金曜日・ボン最期の日 | 1981年3月27日  |
| 14 | スニーカー刑事登場 島刑事よ永遠に!              | スニーカー刑事登場 その一瞬…… 最後の審判 雨の中の女 密偵 罪と罰 鍵のかかった引出し 島刑事よ、永遠に                                                                                       | 1981年3月27日  |
| 15 | ドクター刑事登場!                               | ドクター刑事登場! あなたは早瀬婦警を妻としますか 拳銃を返せ ある誘拐 スター 愛の詩ー島刑事に捧ぐ ボスの告発                                                                               | 1981年3月27日  |
| 16 | さらば!スニーカー                               | 俺を撃て!山さん スコッチ、市民を撃つ サギ師入門 あなたにその声が聞こえるか 六月の鯉のぼり 我がいとしき子よ 山さんに任せろ! さらば!スニーカー                                              | 1981年9月25日  |
| 17 | われらがボス ジプシー刑事登場                   | 年月 青ひげ ウサギとカメ 過去 われらがボス ドックのうわごと 傷だらけの勲章 ジプシー刑事登場 不屈の男たち                                                                                  | 1982年4月14日  |
| 18 | ボギー刑事登場 石塚刑事殉職!                    | ある巡査の死 ジプシーの涙 ドックの苦手 真相は……? 落書き 岩城刑事、ロッキーにて殉職 野崎刑事、カナダにて最後の激走 ボギー刑事登場 石塚刑事殉職                                             | 1982年10月25日 |
| 19 | さらばジプシー ブルース刑事登場                 | 七曲署・1983 山さんの危険な賭け 北の女 さらば!ジプシー ドックの恋愛術 ボギーとマミー 一枚の絵 ブルース刑事登場                                                                            | 1983年9月22日  |
| 20 | 南国土佐‐黒の推理・黒の証明                     | 南国土佐・黒の推理 南国土佐・黒の証明 正義に拳銃を向けた男 父と子の写真 刑事山さん 名人 鳩の舞う街 三人の未亡人 ボギー名推理                                                              | 1984年4月9日   |
| 21 | パリに消ゆ モンブラン遙か                       | 空白0.5秒 マミー激走 戦場のブルース 離婚 狼を追え 38時間 パリに消ゆ モンブラン遙か | 1984年10月15日 |
| 22 | マイコン刑事登場                                | 相棒 カエルの子 素晴らしき人生 マイコン刑事登場 四色の電車 感謝状 ヒーローになれなかった刑事 必死のマミー                                                                                 | 1985年3月20日  |
| 23 | ラガー刑事殉職 デューク刑事登場                 | ロックとブルース 妻への疑惑 検視官ドック 山村刑事左遷命令 一枚のシール いじめ ラガーよ、俺たちはおまえがなぜ死んだか知っている デューク刑事登場!                                          | 1985年11月9日  |
| 24 | 山村刑事の報酬なき戦い 殉職刑事たちよやすらかに | 1970年9月13日 絆 殉職刑事たちよやすらかに 再会の時 狼の挽歌 友よ、君が犯人なのか 山村刑事の報酬なき戦い 獲物は狩人を誘う                                                                  | 1986年4月11日  |

- 『ノベライズ 太陽にほえろ!』 岡田晋吉編　ちくま文庫 2020年発行 ISBN 978-4480437044
  - 上記TVブックスから再録。

| 収録話 |
| --- |
| マカロニ刑事登場! 時限爆弾街に消える 愛あるかぎり ボスを殺しに来た女 13日金曜日マカロニ死す ジーパン刑事登場! 大都会の追跡 マカロニを殺したやつ 海を撃て!!ジーパン 燃える男たち ジーパン・シンコ、その愛と死 |

#### 写真集
名場面集
- 太陽にほえろ200回記念名場面集　1976年発行
- 太陽にほえろ名場面集2　1979年発行
- 太陽にほえろ名場面集3　1982年発行
- 太陽にほえろ名場面集4　1984年発行
- 太陽にほえろ名場面集5　1986年発行

七曲署シリーズ
- 竜雷太 in 太陽にほえろ!　1982年発行
- 神田正輝 in 太陽にほえろ!　1983年発行
- 渡辺徹 in 太陽にほえろ!　1983年発行
- 沖雅也 in 太陽にほえろ!　1983年発行
- 神田正輝 in 太陽にほえろ! 2　1985年発行
- 露口茂 in 太陽にほえろ!　1986年発行
- 長谷直美 in 太陽にほえろ!　1986年発行

太陽にほえろ!10周年記念号　1983年発行
太陽にほえろ!完結記念号 14年7カ月の軌跡　1987年発行 ISBN 978-4820387244
- 『七曲署シリーズ 露口茂 in 太陽にほえろ! ＜復刻版＞』2019年発行 ISBN 978-4835456690
  - 上記七曲署シリーズの復刊。

#### 関連書
- 『毎週金曜夜8時 君は「太陽にほえろ!」を見たか?』七曲署熱血探偵団編 スターツ出版 1993年発行 ISBN 978-4915901065
  - 全刑事の紹介、第1話のシナリオ、放映リストなど資料集としては唯一のものである。しかしながら、キャラクターのプロフィール（階級、年齢、家族の性別）や、使用拳銃のスペックなどについて、映像作品と異なる記述も多い。
- 『太陽にほえろ! 極彩の記憶 - 終了10周年記念写真集』日本テレビ編 1996年発行 ISBN 978-4820396031
  - 終了10周年を記念した公式写真集で、メンバー紹介、岡田晋吉プロデューサーのコメント、未公開を含めた写真などが掲載され、付録にCD-ROMが添付されている。各種データは『君は「太陽にほえろ!」を見たか?』に準拠しているが、一部訂正もされている。
- 『太陽にほえろ!伝説 疾走15年私が愛した七曲署』岡田晋吉著　初版1996年発行 ISBN 978-4820396185、増補版2003年発行 ISBN 978-4820398660
  - 担当プロデューサーが語る制作秘話。
- 『太陽にほえろ!伝説』岡田晋吉著 ちくま文庫 2020年発行 ISBN 978-4480436337
  - 上記増補版の復刊。
- 『ショーケンと優作、そして裕次郎 「太陽にほえろ!」レジェンドの素顔』岡田晋吉著 KADOKAWA 2020年発行 ISBN 978-4046045584

### DVD
VAPが製作・販売。
従前の媒体にはVHSとレーザーディスクがあり、どちらも傑作選という形であったが、絶版となっており詳細は省略。
放送開始30周年記念として2002年よりDVD化が開始され2015年完了
- 太陽にほえろ!マカロニ刑事編1DVD-BOX（第1話 - 第26話収録、2002年7月21日発売）
- 太陽にほえろ!マカロニ刑事編2DVD-BOX（第28話 - 第52話収録、2002年12月13日発売）
- 太陽にほえろ!ジーパン刑事編1DVD-BOX（第53話 - 第82話収録、2003年7月5日発売）
- 太陽にほえろ!ジーパン刑事編2DVD-BOX（第83話 - 第111話収録、2003年11月6日発売）
- 太陽にほえろ!テキサス刑事編1DVD-BOX（第112話 - 第140話収録、2004年3月5日発売）
- 太陽にほえろ!テキサス刑事編2DVD-BOX（第141話 - 第167話収録、2004年7月5日発売）
- 太陽にほえろ!テキサス&ボン編1DVD-BOX（第168話 - 第192話収録、2005年1月26日発売）
- 太陽にほえろ!テキサス&ボン編2DVD-BOX（第193話 - 第216話収録、2005年4月5日発売）
- 太陽にほえろ!スコッチ&ボン編1DVD-BOX（第217話 - 第236話収録、2006年2月8日発売）
- 太陽にほえろ!スコッチ&ボン編2DVD-BOX（第237話 - 第255話収録、2006年4月26日発売）
- 太陽にほえろ!1977 DVD-BOX（1）“ロッキー刑事登場!”（第256話 - 第269話収録、2006年12月6日発売）
- 太陽にほえろ!1977 DVD-BOX（2）“ボン&ロッキー”（第270話 - 第283話収録、2007年3月14日発売）
- 太陽にほえろ!1978 DVD-BOX I （第284話 - 第309話収録、2007年8月22日発売）
- 太陽にほえろ!1978 DVD-BOX II（第310話 - 第335話収録、2007年12月21日発売）
- 太陽にほえろ!1979 DVD-BOX I （第336話 - 第361話収録、2008年4月23日発売）
- 太陽にほえろ!1979 DVD-BOX II（第362話 - 第387話収録、2008年8月27日発売）
- 太陽にほえろ!1980 DVD-BOX I （第388話 - 第414話収録、2009年5月22日発売）
- 太陽にほえろ!1980 DVD-BOX II（第415話 - 第438話収録、2009年9月26日発売）
- 太陽にほえろ!1981 DVD-BOX I （第439話 - 第463話収録、2010年1月27日発売）
- 太陽にほえろ!1981 DVD-BOX II（第464話 - 第489話収録、2010年5月26日発売）
- 太陽にほえろ!1982 DVD-BOX（第490話 - 第537話収録、2010年11月26日発売）
- 太陽にほえろ!1983 DVD-BOX（第538話 - 第583話収録、2012年3月21日発売）
- 太陽にほえろ!1984 DVD-BOX（第584話 - 第630話収録、2013年3月20日発売）
- 太陽にほえろ!1985 DVD-BOX（第631話 - 第677話収録、2014年3月19日発売）
- 太陽にほえろ!1986+PART2 DVD-BOX（第678話 - 第718話+PART2全12話収録、2015年6月24日発売）

また、以下も発売されている。
- 太陽にほえろ!2001（2002年2月21日発売）
- 太陽にほえろ!七曲署ヒストリー1972-1987（2007年7月25日発売）

#### 欠番
合計で8話分がDVDに収録されていない。欠番になった理由は銃刀法で規制されているライフル、鋲打銃の使用（第19話「ライフルが叫ぶとき」、第27話「殺し屋の詩」、第37話「男のつぐない」、第68話「一万人の容疑者」）および差別用語（第106話「着陸地点なし!」、第127話「非情な斗い」）である。差別用語に関しては本放送時には問題なかったが、数年後の再放送時に差別用語になったため再放送ができなくなった。また、第524話「ラガーのラブレター」、第571話「誘拐」は権利上の問題によるものと言われている。なお、再放送時に局側の判断で放送が見送られた作品は無数に存在する。

### サウンドトラック・ディスコグラフィー
主題歌「太陽にほえろ!のメインテーマ」（作曲：大野克夫）は放送した年代により、トランペットとエレクトーンの組み合わせ、あるいはエレキギター、テクノミュージックなどにアレンジしたものが使われている。
東宝レコード作品については発売経緯および市場流通量の多さに鑑み、非サウンドトラック音源を収録したものも特に記載している。掲載対象はテープ商品を主力としていたアポロン音楽工業発売分を除き、EPレコード・LPレコードおよびCDを原則としたが、併売されたカセットテープ商品について収録内容に異なるものがある場合には、特に例外として併せて掲載している。
レコード発売初期には、カバーテイクながらポリドール盤よりも発表曲数が多かったために東宝盤独自でつけられた曲名が、ポリドールのみの発売となって以降は別曲名がつけられたケースや、反対に東宝盤の曲名が後にポリドール盤で踏襲されたケースも存在している。一方、テレビ用音源のみ存在した音源については、既存楽曲のバリエーションとして位置づけられ、楽曲名は踏襲されなかった。
レコード用のステレオ音源には、新アレンジで録音されたもののほか本篇用のマルチトラック音源をステレオにミックスした音源が用意された。視聴者プレゼントとして制作された『一周年記念主題曲集』(ポリドール DI-1216)に対する反響がきっかけとなり、百回放映記念盤としてシングルリリースされることが決定した。当初は東宝レコードとポリドールが併売し、東宝盤では第一弾シングル盤に収録された4曲以外はアルバム・シングル盤ともに独自制作のカバー音源で補われた。以降はポリドールのみの発売となる。83年の年末企画として計画された3枚組ベストアルバムについて、既に他社などでレコード企画に携わっていた高島幹雄からの提案を契機としてモノラル音源の商品化が実現、後のミュージックファイルシリーズの原型となった。

#### シングル
| 発売日         | タイトル                                 | 発売元       | 媒体     | 型番      | 備考                                                                   |
| -------------- | ---------------------------------------- | ------------ | -------- | --------- | ---------------------------------------------------------------------- |
| 1974年5月25日  | 太陽にほえろ! 100回放映記念主題曲集      | 東宝レコード | レコード | AT-1066   | 演奏者はポリドールとの専属契約の都合上、記載されていない。オリコン26位 |
| 1974年6月10日  | 太陽にほえろ! 100回放映記念主題曲集      | ポリドール   | レコード | DR-1859   | 東宝レコード盤と音源は同じだが、収録曲が1曲異なる。オリコン24位        |
| 1975年3月25日  | 太陽にほえろ! 2                          | 東宝レコード | レコード | AT-1101   | オリコン44位                                                           |
| 1975年10月10日 | 太陽にほえろ! 3                          | 東宝レコード | レコード | AT-1122   | オリコン52位                                                           |
| 1976年1月21日  | 太陽にほえろ! 4                          | ポリドール   | レコード | DR-3015   | オリコン86位                                                           |
| 1976年1月21日  | 太陽にほえろ! '76                        | ポリドール   | レコード | DR-6038   | オリコン77位                                                           |
| 1977年7月10日  | ロッキー刑事のテーマ                     | ポリドール   | レコード | DR-6120   | オリコン83位                                                           |
| 1977年9月21日  | ロッキー刑事のテーマ Part2               | ポリドール   | レコード | DR-6149   | オリコン86位                                                           |
| 1978年5月1日   | 太陽にほえろ! '78                        | ポリドール   | レコード | DR-6195   |                                                                        |
| 1979年8月21日  | 走れ! スニーカー                         | ポリドール   | レコード | DR-6349   |                                                                        |
| 1979年8月21日  | 太陽にほえろ! <メインテーマ>'79          | ポリドール   | レコード | DR-6350   |                                                                        |
| 1980年8月21日  | ドック刑事のテーマ                       | ポリドール   | レコード | 7DX-1001  |                                                                        |
| 1981年9月21日  | ラガー刑事のテーマ                       | ポリドール   | レコード | 7DX-1126  |                                                                        |
| 1982年9月25日  | ボギー刑事のテーマ                       | ポリドール   | レコード | 7DX-1201  |                                                                        |
| 1982年9月25日  | ジプシー刑事のテーマ                     | ポリドール   | レコード | 7DX-1202  |                                                                        |
| 1983年8月1日   | ブルース刑事のテーマ                     | ポリドール   | レコード | 7DX-1253  |                                                                        |
| 1983年8月1日   | マミー刑事のテーマ                       | ポリドール   | レコード | 7DX-1254  |                                                                        |
| 1983年9月1日   | 太陽にほえろ! メイン・テーマ             | ポリドール   | レコード | 7DX-1259  |                                                                        |
| 1984年10月25日 | マイコン刑事のテーマ                     | ポリドール   | レコード | 12MX-1194 |                                                                        |
| 1985年8月25日  | デューク刑事のテーマ                     | ポリドール   | レコード | 7DX-1388  |                                                                        |
| 1986年9月1日   | 太陽にほえろ! '86 DJ STATION             | ポリドール   | レコード | 12MX-3123 |                                                                        |
| 1993年3月1日   | 太陽にほえろ! マイコン刑事のテーマ & '86 | ポリドール   | CD       | POCH-1193 | 12MX-1194と12MX-3123をカップリングした復刻版                           |

#### アルバム
| 発売日                       | タイトル                                                                  | 発売元                   | 媒体                       | 型番                                 | 備考 |
| ---------------------------- | ------------------------------------------------------------------------- | ------------------------ | -------------------------- | ------------------------------------ | --- |
| 1975年2月21日 1991年12月1日  | 太陽にほえろ! / 傷だらけの天使 オリジナル・サウンドトラック主題曲集       | ポリドール               | レコード CD                | MR-7005 POCH-1105                    | レコード版はオリコン5位 |
| 1975年5月25日                | 俺たちの勲章/太陽にほえろ! 2 テレビ主題曲集                               | 東宝レコード             | レコード カセットテープ    | AX-8024 TAC-2003                     | |
| 1975年11月25日               | 太陽にほえろ! 総集篇                                                      | 東宝レコード             | レコード カセットテープ    | AX-8033 TAC-2006                     | |
| 1976年3月10日 1992年10月1日  | 4周年記念盤 太陽にほえろ! ベスト                                          | ポリドール               | レコード CD                | MR-7012 POCH-1151                    | レコード版はオリコン56位 |
| 1976年9月1日 1992年10月1日   | “組曲”太陽にほえろ! '76                                                   | ポリドール               | レコード CD                | MR-7016 POCH-1152                    | レコード版はオリコン45位 |
| 1977年10月21日 1992年10月1日 | BEST'77 太陽にほえろ! 甦えれ、あの刑事たちよ!!                            | ポリドール               | レコード CD                | MR-7023 POCH-1153                    | レコード版はオリコン52位 |
| 1977年                       | 太陽にほえろ! ベスト                                                      | ポリドール               | カセットテープ             | CRF-5012                             | |
| 1978年5月1日 1991年12月1日   | 300回放映記念盤 太陽にほえろ! '78―走れ! 翔べ! 叫べ! 不滅の七曲署―         | ポリドール               | レコード CD                | MR-7035 POCH-1106                    | レコード版はオリコン40位 |
| 1978年6月                    | 太陽にほえろ! '78総集編 走れ! 翔べ! 叫べ! 不滅の七曲署                    | ポリドール               | カセットテープ             | CRQ-4037                             | |
| 1978年                       | 太陽にほえろ! 総集編                                                      | アポロン音楽工業         | カセットテープ             | KLF-1056                             | |
| 1979年4月1日 1981年7月1日    | 太陽にほえろ! オリジナル・サウンドトラック総集編                          | ポリドール               | レコード                   | MR-9166/7 38MX-1051/2                | |
| 1979年9月10日 1991年12月1日  | 太陽にほえろ! '79 井上堯之バンド・イン・グァム                            | ポリドール               | レコード CD                | MR-7052 POCH-1107                    | |
| 1979年                       | 太陽にほえろ! ベスト・アルバム                                            | アポロン音楽工業         | カセットテープ             | KLF-1075                             | |
| 1979年                       | 太陽にほえろ! 七曲署のヒーロー                                            | アポロン音楽工業         | カセットテープ             | KLF-1190                             | |
| 1980年9月1日 1992年10月1日   | 太陽にほえろ! '80                                                         | ポリドール               | レコード CD                | 23MX-3002 POCH-1154                  | |
| 1980年                       | 太陽にほえろ! スーパー・ベスト                                            | アポロン音楽工業         | カセットテープ             | KLF-1111                             | |
| 1981年10月21日 1992年10月1日 | 太陽にほえろ! '81                                                         | ポリドール               | レコード CD                | 23MX-3050 POCH-1155                  | 収録曲の「復活のテーマ」は作曲者の大野による名付けではないが、タイトル名は井上堯之バンド解散後、大野克夫バンドとしての復活や病気療養中の裕次郎の復活を願ったものだと大野が記憶していると高島幹雄は語っている                          |
| 1981年                       | SELECTION 太陽にほえろ! 刑事のテーマ集                                    | ポリドール               | カセットテープ             | 25CX-1063                            | |
| 1982年8月25日                | 10周年記念総集編 太陽にほえろ! '82                                        | ポリドール               | レコード                   | 35MX-3083/4                          | |
| 1982年                       | 10周年記念総集編 太陽にほえろ!                                            | ポリドール               | カセットテープ             | 30CX-3087                            | |
| 1982年                       | 太陽にほえろ! ベスト・アルバム                                            | アポロン音楽工業         | カセットテープ             | KLF-1141                             | |
| 1982年                       | 太陽にほえろ! ベスト・アルバム                                            | アポロン音楽工業         | カセットテープ             | KLF-1157                             | |
| 1983年2月25日 1993年3月1日   | 太陽にほえろ! '83                                                         | ポリドール               | レコード カセットテープ CD | 23MX-3091 30CX-3105 POCH-1189        | |
| 1983年11月1日 1993年3月1日   | 太陽にほえろ! '84                                                         | ポリドール               | CD                         | 3113-19-35PO POCH-1190               | |
| 1983年11月25日 1992年12月2日 | 太陽にほえろ! ORIGINAL SOUNDTRACK COLLECTION 1972-1983                    | ポリドール               | レコード CD                | 50MX-3097/9 POCH-1166/8              | |
| 1983年11月                   | 太陽にほえろ! '84                                                         | ポリドール               | カセットテープ             | 30CX-3118                            | |
| 1983年                       | 太陽にほえろ! ベスト・アルバム                                            | アポロン音楽工業         | カセットテープ             | KLF-1162                             | |
| 1984年6月25日 1992年12月2日  | 太陽にほえろ! ORIGINAL SOUNDTRACK COLLECTION 1972-1983 Vol.2              | ポリドール               | レコード CD                | 50MX-3111/3 POCH-1169/71             | |
| 1984年12月10日 1993年3月1日  | 太陽にほえろ! / ロス市警アジア特捜隊                                      | ポリドール               | レコード CD                | 25MX-3117 POCH-1191                  | |
| 1984年                       | 太陽にほえろ! 総集編                                                      | アポロン音楽工業         | カセットテープ             | KLF-1172                             | |
| 1985年4月25日 1993年12月1日  | 太陽にほえろ! ORIGINAL SOUNDTRACK COLLECTION '76 / '80-'84 Vol.3          | ポリドール               | レコード CD                | 35MX-3188/9 POCH-1304/5              | |
| 1985年9月1日 1993年3月1日    | 太陽にほえろ! '85 NEW BEST                                                | ポリドール               | レコード CD                | 25MX-3120 POCH-1192                  | |
| 1986年9月1日                 | 太陽にほえろ! '86                                                         | ポリドール               | CD                         | H30P-20101                           | |
| 1987年2月1日 1993年12月1日   | 太陽にほえろ! ORIGINAL SOUNDTRACK COLLECTION Final '72-'86                | ポリドール               | レコード CD                | 85MX-3125/9 H85P-20137/9 POCH-1306/9 | POCH-1306/9は85MX-3125/9で編集ミスにより重複収録された音源(85MX-3128 B-1)を差し替え訂正収録した上で、5LP分を4CDにて全曲収録。高島はLP版制作時、このようなミスが起きる可能性を危惧し、編集に立ち会いたかったが叶わなかったと語っている |
| 1987年11月1日                | 太陽にほえろ! 甦れ、思い出の刑事たちよ                                    | ポリドール               | CD                         | H32P-20218                           | |
| 1990年12月5日                | 太陽にほえろ! 全曲集                                                      | ポリドール               | CD                         | POCH-1041                            | |
| 1992年9月21日                | 太陽にほえろ! ミュージック ファイル                                       | バップ                   | CD                         | VPCD-80471                           | 東宝レコード音源復刻盤 |
| 1993年6月1日                 | 太陽にほえろ! ソング・コレクション                                        | バップ                   | CD                         | VPCD-81002                           | |
| 1994年12月19日               | 太陽にほえろ! Polydor master complete '72-'86                             | ポリドール               | CD                         | POCH-1446/51                         | |
| 1996年11月21日               | 太陽にほえろ! '72-'86 SPECIAL                                             | ポリドール               | CD                         | POCH-9008                            | |
| 1999年6月30日                | TREASURE COLLECTION 太陽にほえろ! BEST                                    | ポリドール               | CD                         | POCH-9016                            | |
| 2001年10月24日               | 松田優作サウンドメモリアル 太陽にほえろ! ジーパン刑事ミュージックファイル | バップ                   | CD                         | VPCD-81396                           | |
| 2010年1月27日                | 太陽にほえろ! オリジナル・サウンドトラック 70'sベスト                     | ユニバーサルミュージック | CD                         | UPCY-6565                            | SHM-CDによるデジタルリマスター |
| 2010年1月27日                | 太陽にほえろ! オリジナル・サウンドトラック 80'sベスト                     | ユニバーサルミュージック | CD                         | UPCY-6566                            | SHM-CDによるデジタルリマスター |

### その他
2005年11月よりニューギン製のパチンコのキャラクターに採用された。権利などの関係から、実写映像は使われていない。